# Melilla La Vieja
Melilla la Vieja es una ciudadela amurallada ubicada en la ciudad española de Melilla. Con una longitud aproximada de 2.000 metros, es una de las mayores fortificaciones de su tipo en España. Su estructura se asienta sobre una antigua fortificación de origen fenicio-púnico, lo que da testimonio de su larga ocupación histórica.
Considerada uno de los principales monumentos de la ciudad, este recinto combina elementos patrimoniales y paisajísticos que lo convierten en un lugar frecuentado tanto por residentes como por visitantes interesados en su valor histórico y arquitectónico.

## Historia

### Fundación de la ciudad y origen
Los orígenes de Melilla se remontan al siglo VIII a. C., cuando los fenicios fundaron el asentamiento de Rusadir como un enclave comercial estratégico en la costa norteafricana. Aprovechando su ubicación privilegiada frente al mar de Alborán, Rusadir se convirtió en un punto clave dentro de las rutas marítimas del Mediterráneo occidental.
A partir del siglo VI a. C., la ciudad pasó a estar bajo control de los cartagineses, quienes heredaron muchas colonias fenicias en la región. Durante este período, Rusadir mantuvo su carácter comercial y naval, participando en el sistema de intercambio que conectaba Cartago con la península ibérica y otras partes del norte de África.
Con la caída de Cartago y la expansión de Roma, Rusadir fue incorporada al Imperio romano en el siglo II a. C., dentro de la provincia de Mauritania Tingitana. Fue reconocida como municipium y recibió ciertos privilegios administrativos. Autores clásicos como Plinio el Viejo y Ptolomeo I mencionan la ciudad en sus escritos, lo que confirma su relevancia en época romana. En este tiempo, se documenta la existencia de una muralla con función defensiva ya en el siglo I a. C.
Tras la desintegración del Imperio romano, Rusadir fue saqueada por los vándalos y más tarde brevemente reocupada por los bizantinos durante su intento de recuperar el control del norte africano. La presencia visigoda, aunque posible en el sur de la península ibérica, no está documentada con claridad en Melilla. Para el siglo VII, la ciudad estaba en declive, hasta que fue incorporada al mundo islámico.
Durante el periodo musulmán (siglo VII al XV), Rusadir quedó integrada en distintos reinos musulmanes. Bajo el califato omeya de Córdoba, vivió un breve renacer: en 927, el califa Abderramán III ordenó construir una poderosa muralla de piedra, consolidando a la ciudad como una base naval importante para el control del Estrecho. Más tarde, Melilla pasó por manos de los almorávides, almohades, meriníes y, finalmente, el sultanato de Fez, aunque durante estos siglos fue perdiendo progresivamente relevancia debido a las luchas internas, la presión de tribus locales y el retroceso del comercio.
A mediados del siglo XV, Melilla estaba prácticamente despoblada y sus defensas en ruinas. Fue entonces cuando, el 17 de septiembre de 1497, Pedro de Estopiñán, al servicio del Duque de Medina Sidonia y con la aprobación de los Reyes Católicos, tomó la ciudad para la Corona de Castilla. Al año siguiente, en 1498, se firmó el Asiento de Alcalá de Henares, que autorizó la reconstrucción de la ciudad y la restauración de sus fortificaciones, ante la amenaza constante de incursiones norteafricanas.

### Sistema de fortificación (s.XV–XVI)
El primer modelo de defensa adoptado por los ingenieros reales fue el de “Cava y Barrera”, que consistía en estructuras provisionales de madera ensambladas rápidamente para proporcionar protección inicial.
Entre 1497 y 1556 se levantó el primer recinto, también llamado Villa Nueva, sobre la cima del peñón. Este conjunto fue consolidado por destacados ingenieros militares como Gabriel Tadino de Martinengo, Miguel de Perea, Francisco de Medina y Juan de Zurita, quienes adaptaron el trazado medieval a la nueva artillería de pólvora. Se construyeron torreones cilíndricos y elípticos, similares a los esbozados por Alberto Durero en sus tratados de fortificación renacentista.
Entre los hitos arquitectónicos destacan la Puerta y capilla de Santiago (único templo gótico del continente africano), el Hospital del Rey, los Aljibes, el Conventico y los almacenes militares.

### Ampliaciones y consolidación

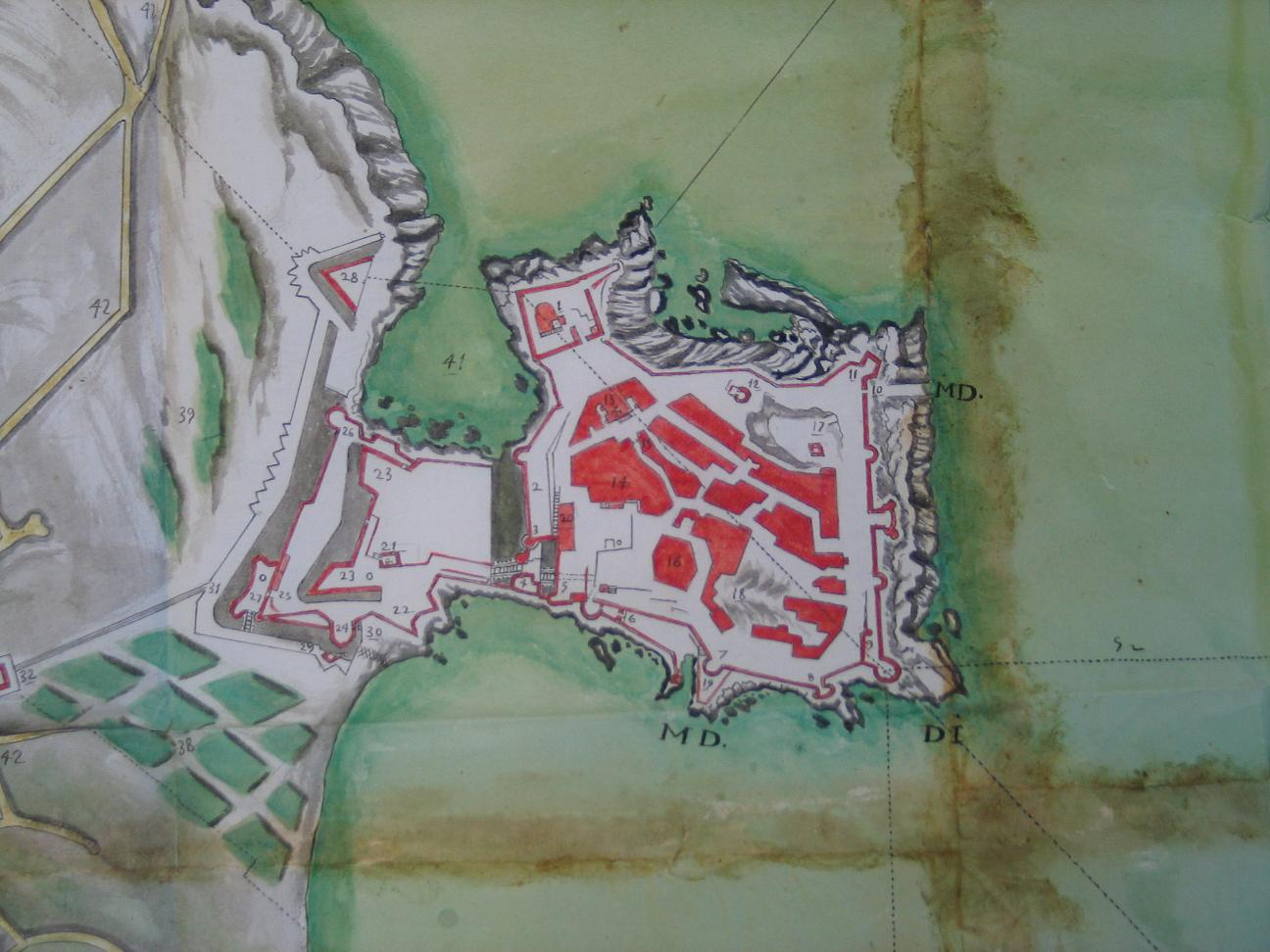
Siglo XVII

El sistema defensivo fue ampliado en los siglos XVII y XVIII con la construcción de nuevos recintos (segundo, tercer y cuarto), adaptados a las necesidades estratégicas. Estos recintos añadieron estructuras como los Baluartes de San José, San Pedro, San Fernando, el Baluarte de las Cinco Palabras y el Túnel de San Fernando.
Especial relevancia tiene el Foso del Hornabeque, ejemplo de arquitectura militar barroca, que conecta distintos niveles defensivos mediante puentes y túneles.

### Sitio de 1774-1775
Durante el siglo XVIII, Melilla sufrió el prolongado sitio de 1774-1775 por parte del sultán Mohammed III, uno de los ataques más importantes de su historia. Ya desde el siglo XVII, la ciudad había sido objeto de presiones militares, lo que motivó reparaciones como la consolidación de la muralla de la Alafía y los adarves interiores. Durante el asedio, que duró más de 100 días, Melilla resistió gracias a sus defensas y apoyo marítimo, pero quedó patente la necesidad de reforzar su sistema fortificado. Tras el conflicto, se emprendieron importantes reformas en los baluartes, murallas y túneles, consolidando el carácter militar y estratégico de Melilla la Vieja.

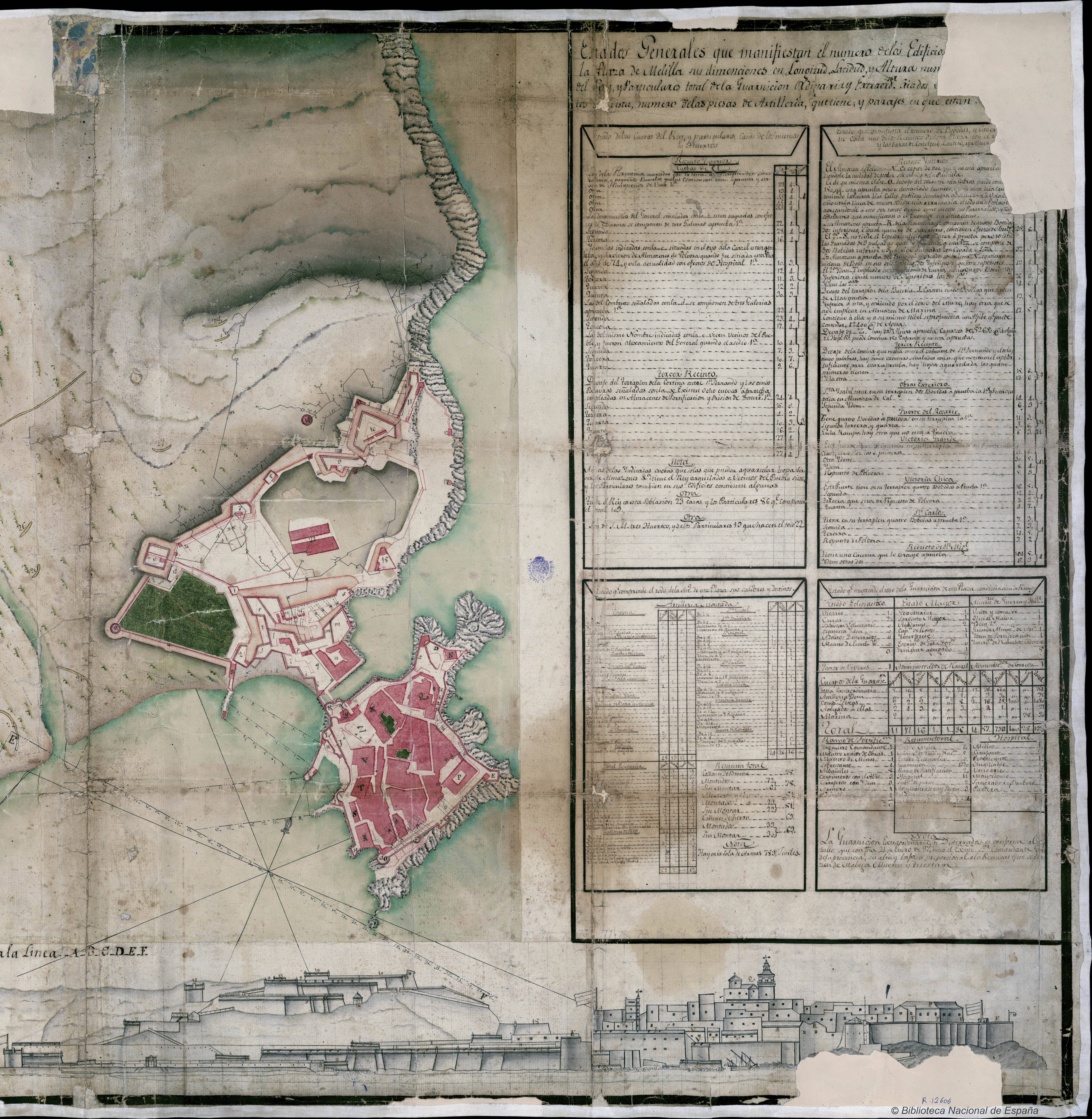
Siglo XIX

### SiglosXIXyXX
Ya en el siglo XIX, se construyeron fuertes exteriores como Camellos, Cabrerizas y Rostrogordo, con vistas a proteger la ciudad del creciente nacionalismo marroquí. En 1918 se inauguró el Faro de Melilla, símbolo del patrimonio marítimo-industrial de la ciudad.
Durante el siglo XX, Melilla la Vieja sufrió cierta degradación, aunque no cayó en el olvido. Diversas iniciativas de restauración y rehabilitación se pusieron en marcha en las últimas décadas, muchas de ellas impulsadas por fondos europeos.

### Actualidad
Actualmente, Melilla la Vieja se ha convertido en un referente turístico y cultural. Se han recuperado muchos de sus espacios originales como el Hospital del Rey, ahora convertido en centro de exposiciones, o las Cuevas del Conventico, abiertas al público como museo y centro de interpretación.
Desde sus murallas se pueden contemplar vistas al Mediterráneo, al Frente de Tierra y a la Ensenada de los Galápagos, completando una experiencia histórica inmersiva. Su recorrido, que se inicia en el cuarto recinto y culmina en el primero, es una verdadera lección de historia urbana y arte defensivo.

## Primer recinto fortificado
El primer recinto constituye el núcleo fundacional de Melilla. Levantado a partir de la conquista de Melilla en 1497 por Pedro de Estopiñán, enviado de los Reyes Católicos, este recinto se emplaza sobre el antiguo promontorio de Rusadir, de origen púnico-romano. Su ubicación estratégica, en un peñón que se adentra en el Mediterráneo, y su construcción adaptada a la topografía escarpada, confieren al recinto un valor histórico, militar y simbólico que lo convierte en una pieza clave del patrimonio fortificado español en el norte de África. A lo largo de los siglos, el primer recinto ha experimentado distintas transformaciones, pero mantiene su importancia como el centro neurálgico de la ciudadela.

### Ubicación y función estratégica
El primer recinto se encuentra en la zona más alta del peñón, lo que le permite dominar el entorno marítimo y terrestre. En su momento de mayor esplendor, durante el siglo XVI, albergó las principales instituciones militares, religiosas y administrativas de la plaza. Esta ubicación estratégica aseguraba el control de las aproximaciones marítimas y las entradas desde tierra firme, funcionando como la fortaleza principal y el corazón político y social de Melilla durante siglos.
Su diseño de defensa en profundidad, con murallas gruesas, torres circulares y estructuras subterráneas, garantizaba la protección de la población durante los asedios. A lo largo de las primeras décadas tras la conquista, este recinto fue el único espacio habitado, dado que la ciudad no se había expandido aún hacia el continente. Su importancia defensiva fue esencial durante la consolidación de la ciudad.

### Murallas
El primer recinto está rodeado por varios frentes defensivos que forman parte integral de la fortificación. Estos frentes fueron diseñados para proteger la ciudadela de posibles ataques tanto por mar como por tierra.

#### Frente de Levante

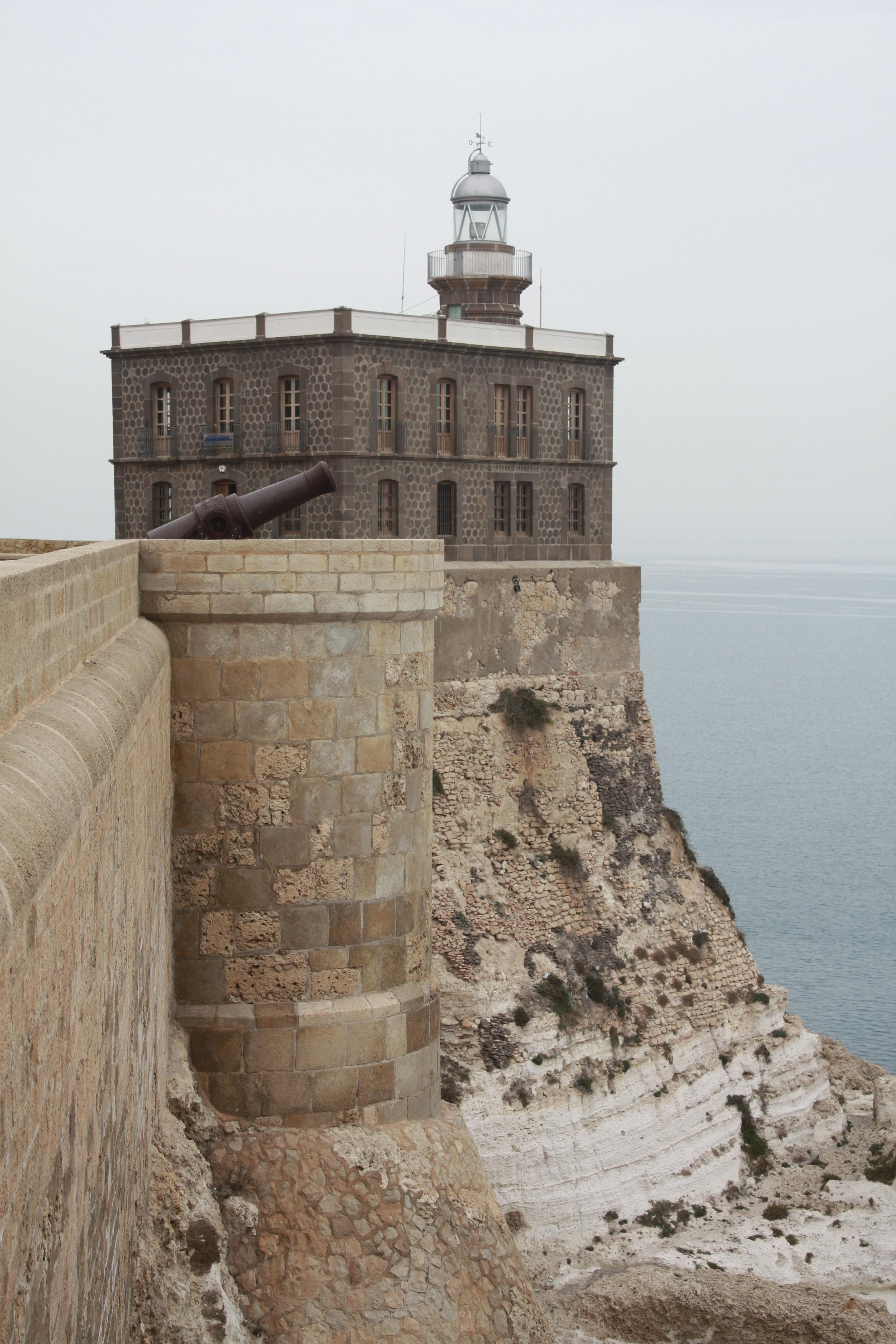
Faro de Melilla

El Frente de Levante se encuentra al este del primer recinto y fue levantado en el siglo XVI. Este frente tiene una serie de torreones y estructuras defensivas que, a lo largo de los siglos, han sido modificados y restaurados. Destacan:
- Torreón del Bonete, sobre el cual se levanta el Faro de Melilla.
- Puerta del Socorro, una de las principales entradas de la ciudadela.
- Torreón del Bonete Chico, de planta hemiésferica.
- Cuevas del General: Galerías excavadas en la roca que servían como refugio y almacén durante los asedios.
- Torreón de los Bolaños: Torre cuadrada con orejones.
- Torreón del Bernal Francés, también de planta hemiésferica.
- Cuevas de la Florentina: Un conjunto de galerías subterráneas utilizadas para el almacenamiento.
- Torreón de las Cabras, de planta circular.

Estos torreones fueron construidos inicialmente en 1515 y reformados en 1527 y 1533 por ingenieros como Gabriel Tadino de Martinengo y Sancho Escalante.

#### Frente de la Marina

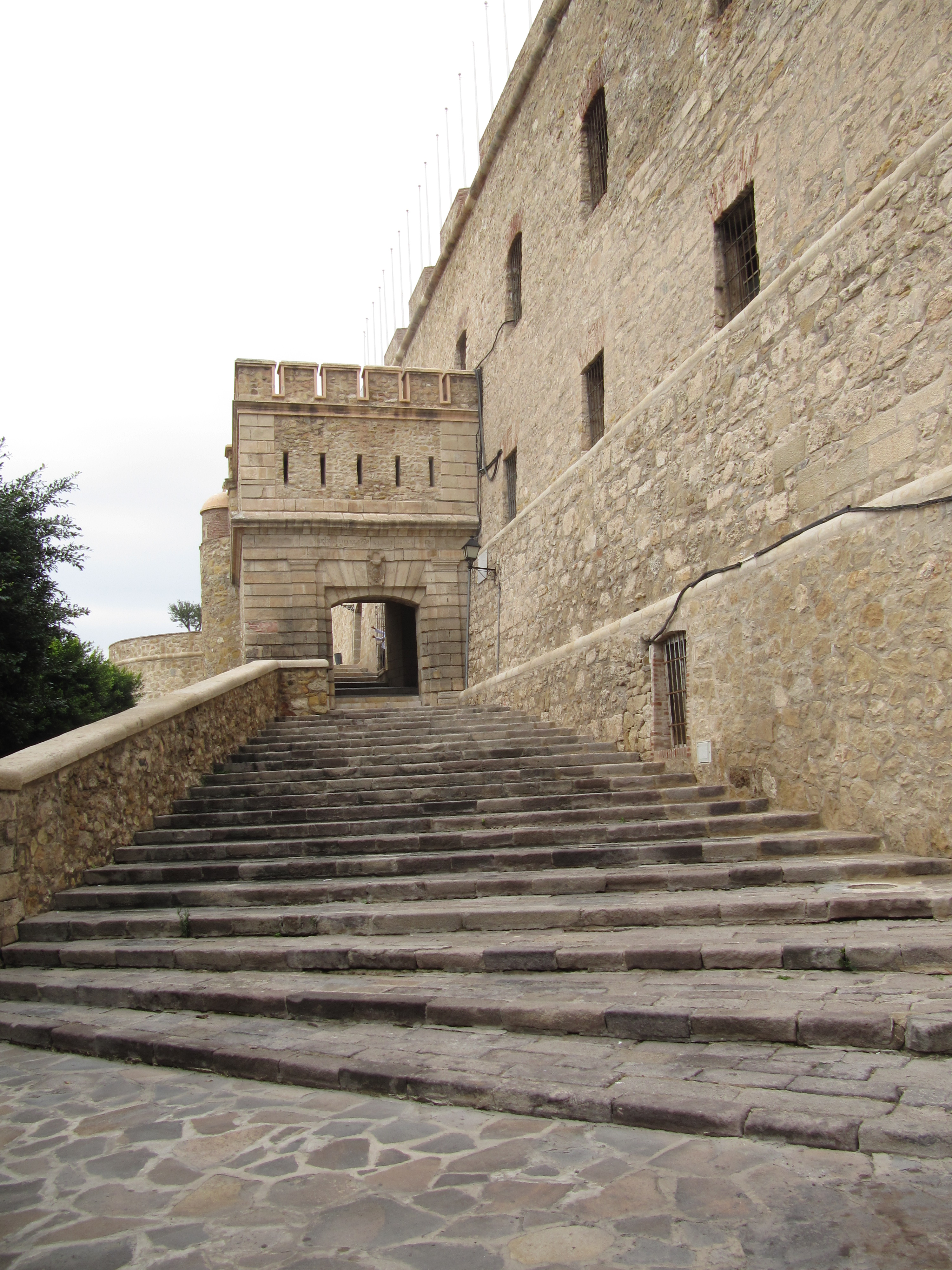
Puerta de la Marina

El Frente de la Marina, ubicado al sur del primer recinto, fue clave para la protección de la ciudad desde el mar. Entre los elementos que lo conforman se encuentran:
- Torreón de Florentina y la Muralla de Florentina.
- Torreón de San Juan y el Cuartel de Santa Ana.
- Cuartel de la Maestranza y la Batería de San Felipe.
- La Puerta de la Marina, elemento clave para el acceso a la ciudadela desde el mar.

El Frente de la Marina fue reconstruido entre 1677 y 1678 y recibió diversas reformas durante los siglos XIX y XX, incluidas instalaciones de parapetos y la construcción de la Puerta de la Marina.

#### Frente de Tierra

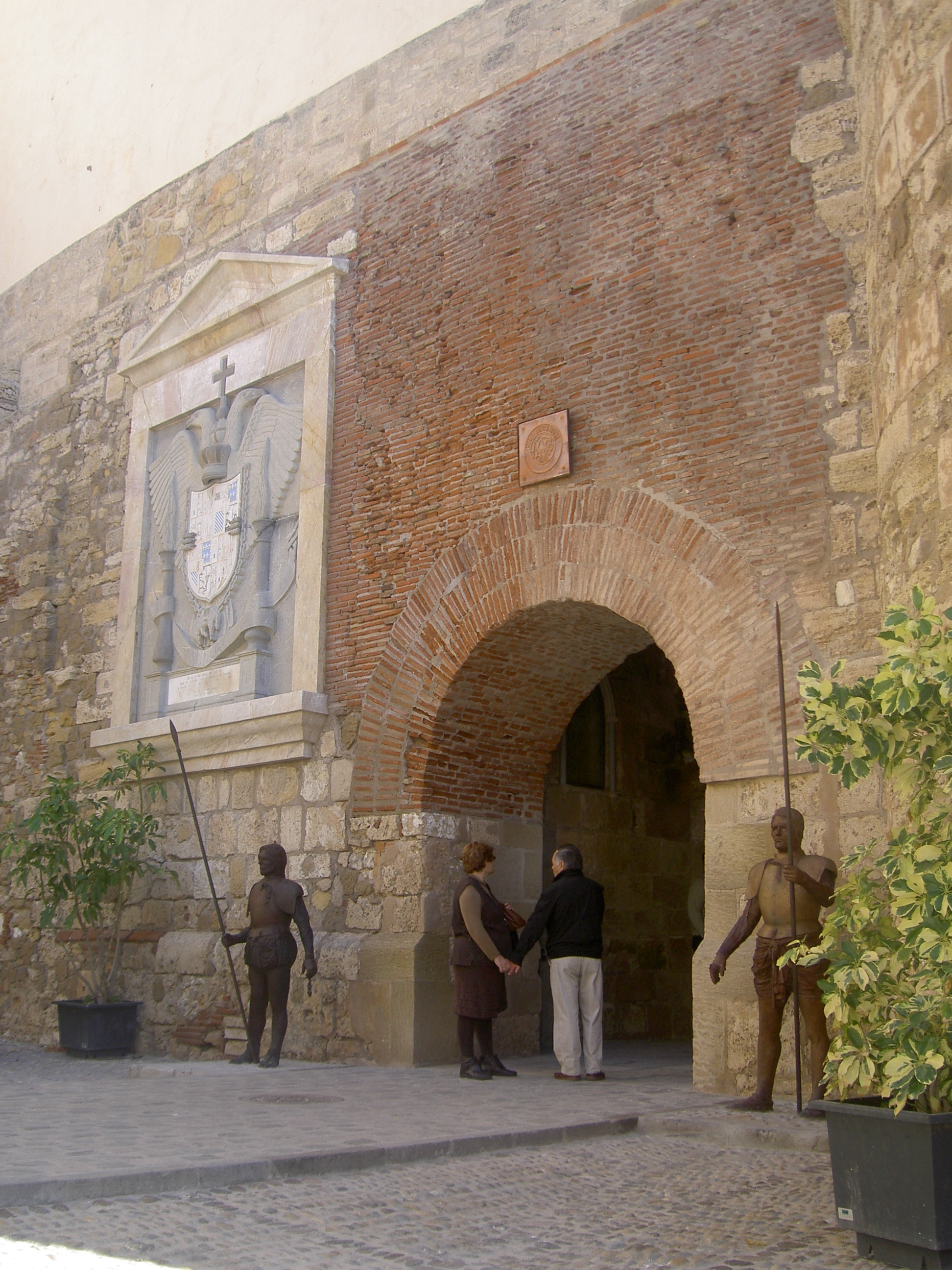
Puerta de Santa Ana

El Frente de Tierra se sitúa al oeste del primer recinto y presenta dos zonas bien diferenciadas: zona baja y zona alta.
- Zona baja: Incluye la Puerta de Santa Ana la Puerta de Santiago y la capilla de Santiago, construidas en el siglo XVI, con el Foso de Santiago, excavado en 1515. Este foso fue rellenado a principios del siglo XXI, y facilitó la conversión de la Ensenada de los Galápagos en una playa.
- Zona alta: Aquí se encuentra la Torre de la Vela, sobre la Batería de las Puertas, sede del Museo Andrés García Ibáñez de Arte Moderno y Contemporáneo. Además, la Batería de la Muralla Real incluye los torreones del Vigía de Tierra y de la Ampolleta Vieja.

En esta zona también se encuentran los Baluartes de la Concepción, el Museo Militar de Melilla y varias plataformas de artillería.

#### Frente de Trápana

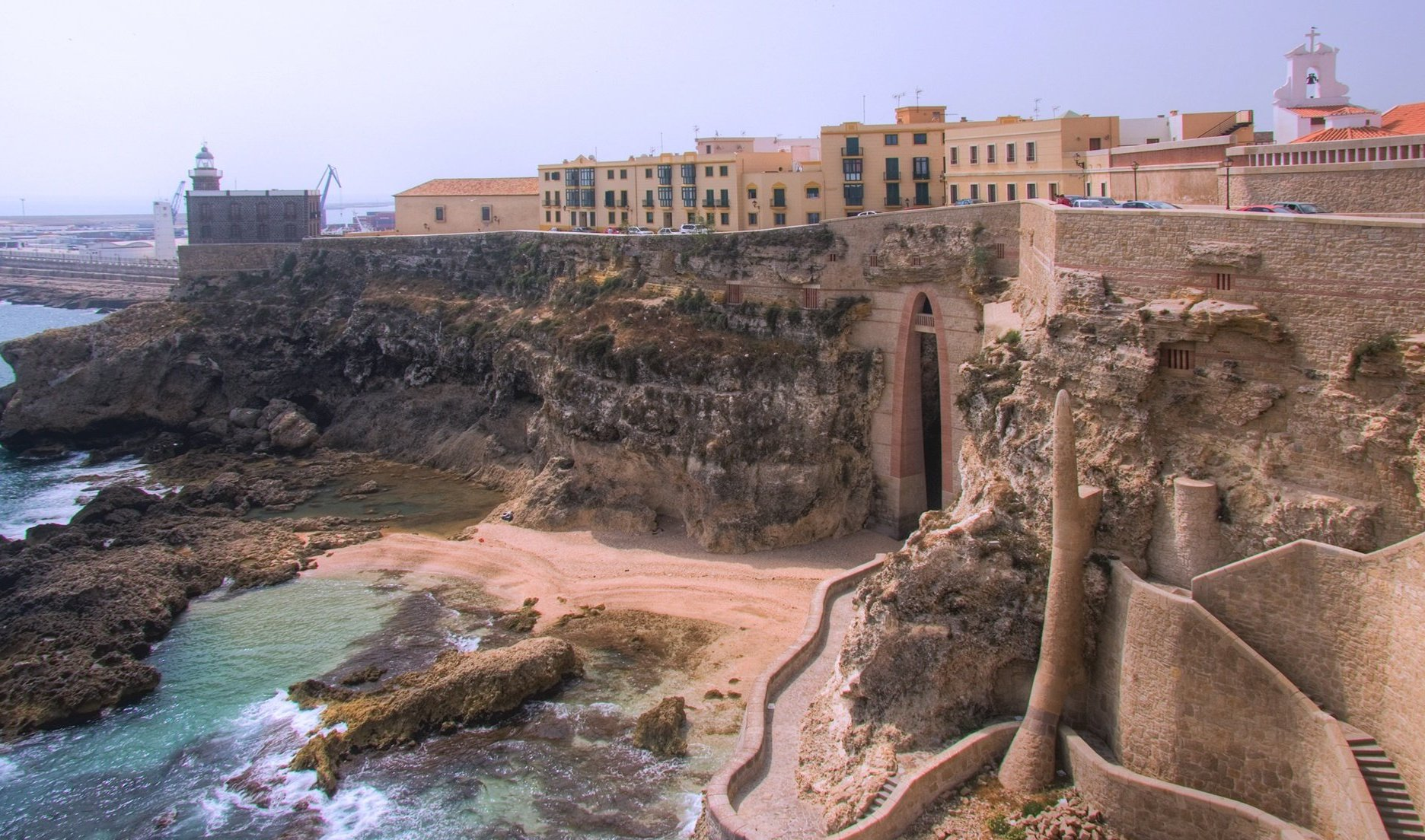
Frente de Trápana

El Frente de Trápana se localiza al norte del primer recinto y está compuesto por elementos arquitectónicos de gran valor histórico y defensivo. Destacan:
- Muralla de las Cruces, construida en el siglo XVI y restaurada en el XVIII.
- Cuevas del Conventico, utilizadas como refugios y almacenes durante los asedios.
- La Iglesia de la Purísima Concepción, con una imagen venerada de Nuestra Señora de la Victoria, patrona de la ciudad, y el Antiguo Convento de los Franciscanos.[27][28][21][11][29]

### Interior

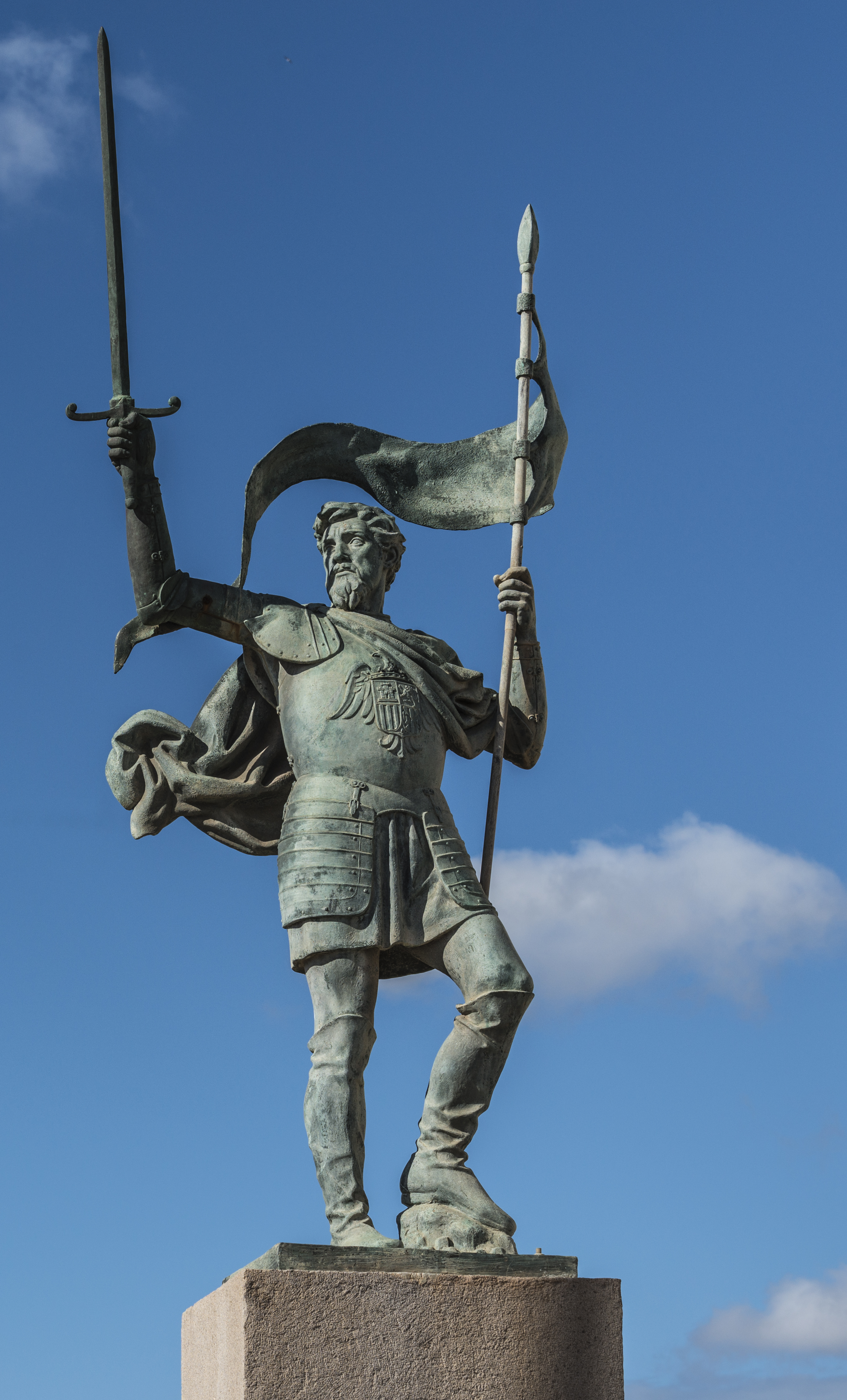
Monumento a Pedro de Estopiñán y Virués

Dentro del primer recinto se encuentran varios edificios históricos que reflejan la función administrativa, sanitaria y religiosa de la ciudadela a lo largo de los siglos. Estos edificios se distribuyen principalmente en las zonas bajas y medias del recinto y son fundamentales para entender la evolución de Melilla:
- Edificios del antiguo Gobierno Militar: En esta área se encuentran diversos edificios históricos, entre ellos el Monumento a Pedro de Estopiñán y Virués y el Yacimiento púnico-romano ubicado en los jardines cercanos.
- Almacén de las Peñuelas: Este almacén del siglo XVI es uno de los pocos ejemplos de las construcciones dedicadas a la conservación de alimentos y víveres durante los primeros periodos de la fortificación.
- Hospital y botica de San Francisco: Construido en el siglo XVII en la Calle de San Miguel, este hospital y botica sirvieron como centro de atención sanitaria durante los siglos de fortificación.
- Hospital del Rey: Este hospital del siglo XVIII, ubicado en la plaza de la Parada, es uno de los elementos arquitectónicos más relevantes, y hoy alberga el Centro de Exposiciones.
- Cuevas del Conventico: Sistema de galerías excavadas en la roca que servía de refugio antiaéreo y almacén durante asedios. Su trazado interior se adapta al relieve natural del peñón y constituye un ejemplo notable de arquitectura de supervivencia militar.
- Real y Pontificia Iglesia de la Purísima Concepción: Adosada al Antiguo Convento de los Franciscanos, esta iglesia alberga una imagen de Nuestra Señora de la Victoria, patrona de la ciudad, y es un ejemplo de la conversión de estructuras religiosas a fines defensivos.
- Antiguo Palomar de Ingenieros: Anexo al Antiguo Convento de los Franciscanos, este edificio del siglo XIX refleja la continuidad de la actividad militar en la ciudadela durante los últimos siglos.[30][31][32]

### Elementos arquitectónicos destacados

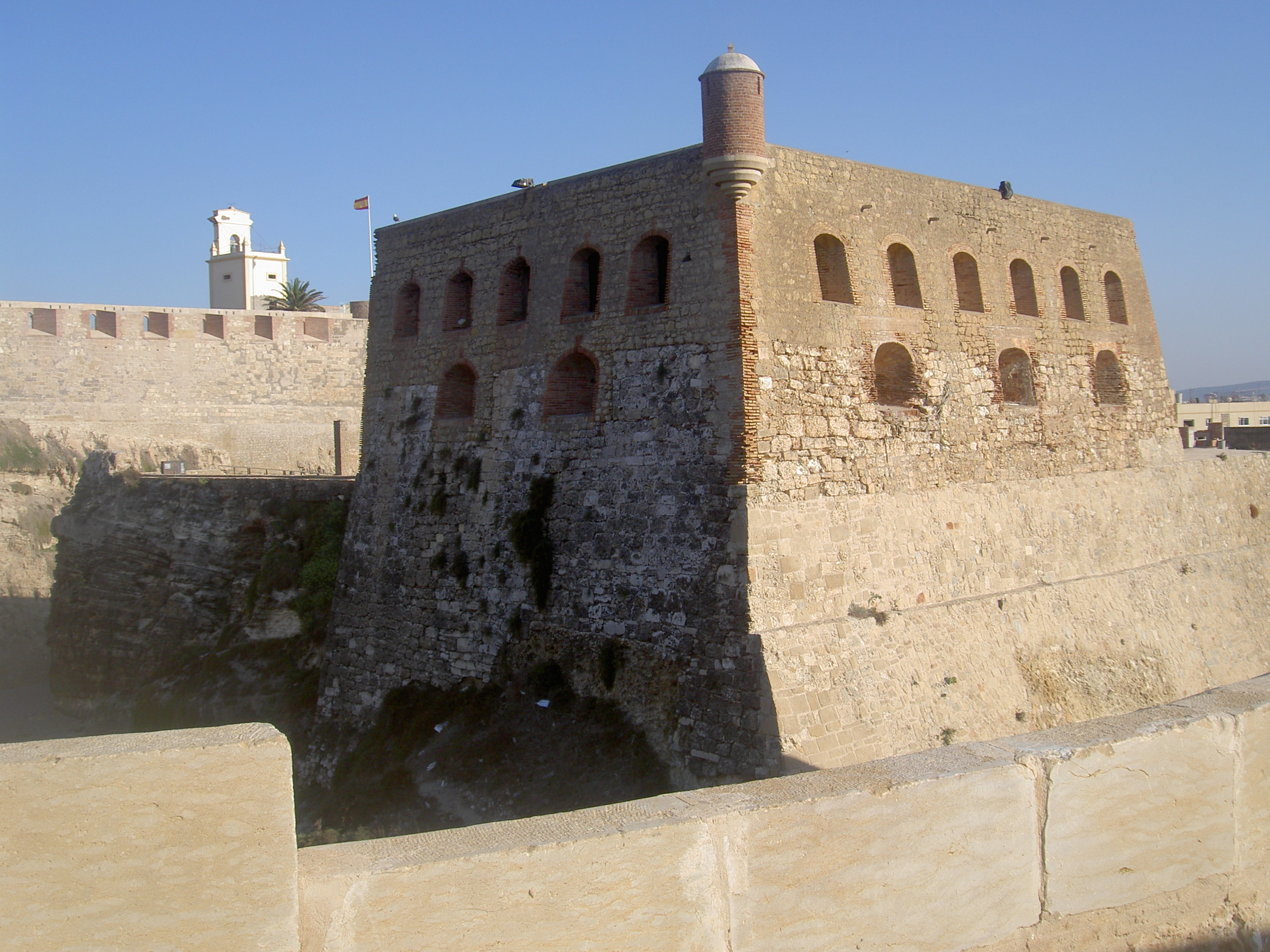
Baluarte de San Pedro Alto

#### Baluarte de la Concepción Alta

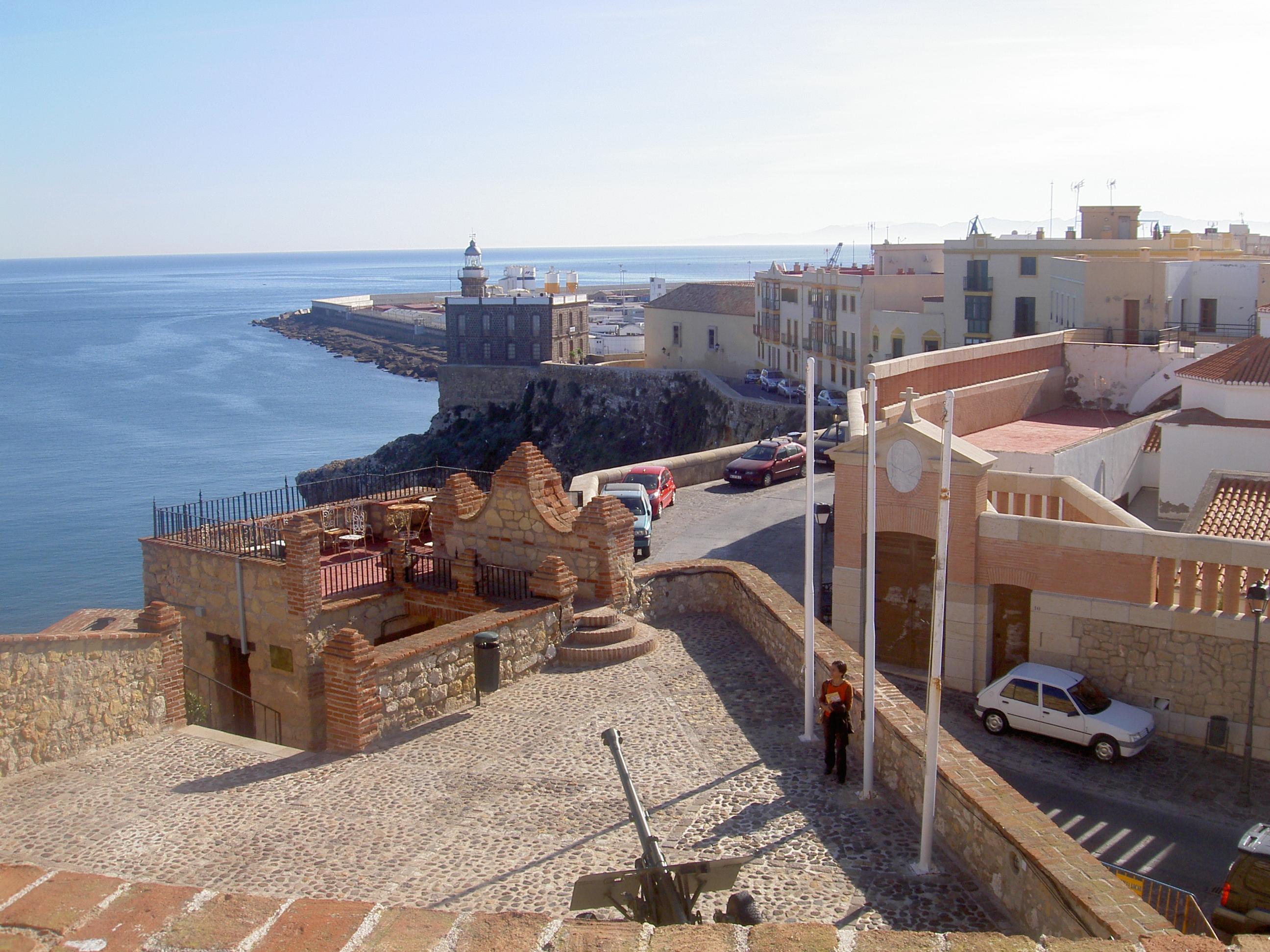
Baluarte de la Concepción Alta

Construido inicialmente en 1669 sobre un torreón del siglo XVI, ha sido restaurado en varias ocasiones, destacando las reformas de los siglos XVIII y XX. Su función original fue defensiva, adaptándose a las innovaciones en fortificación de la época. Actualmente, alberga el Museo Histórico Militar de Melilla, que exhibe una colección de objetos históricos relacionados con la ciudad y su historia militar. Además, el baluarte ofrece vistas panorámicas del mar Mediterráneo y la ciudad.

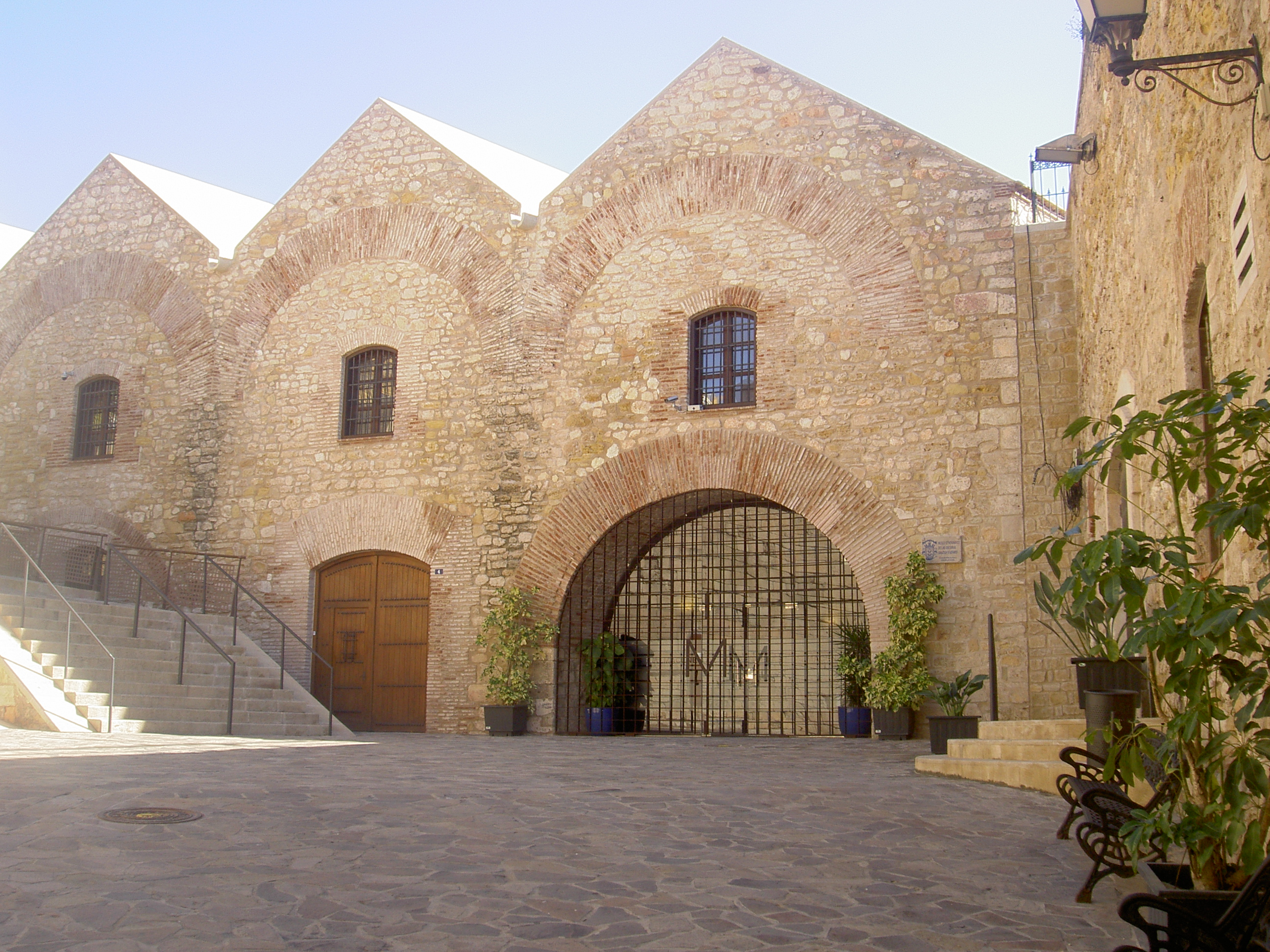
Almacén de las Peñuelas

#### Almacenes de las Peñuelas
Fueron construido en 1781 bajo el reinado de Carlos III. Originalmente destinados a almacenar víveres y materiales para la ciudad fortificada. En 2007, comenzaron su restauración y en 2011 se inauguró el Museo de Historia, Arqueología y Etnografía en su interior, que alberga una colección de piezas arqueológicas, cartografía histórica y objetos relacionados con la evolución de la ciudad. 

#### Aljibes de las Peñuelas

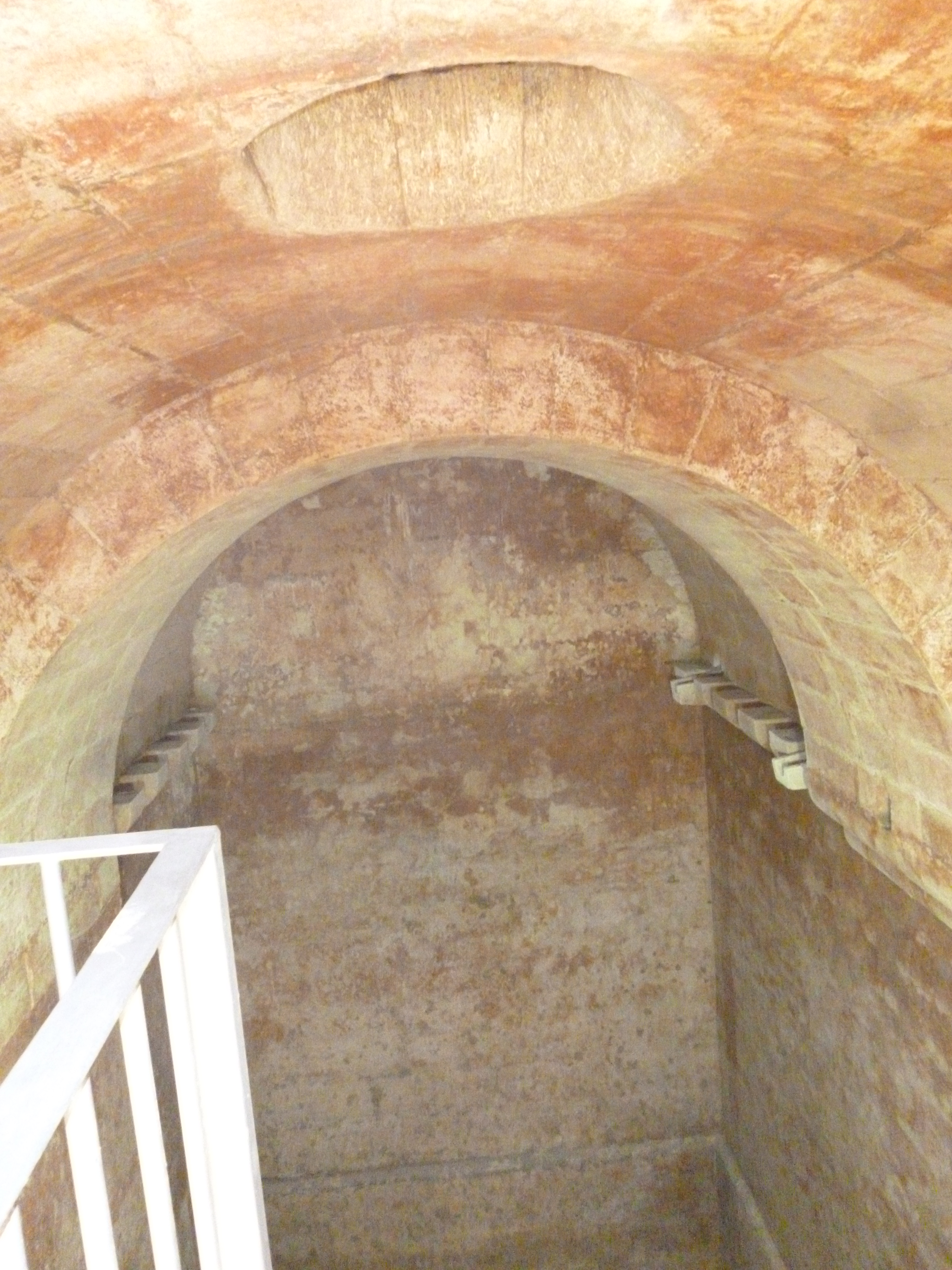
Aljibes de las Peñuelas

Construidos en 1571 para asegurar el suministro de agua a la ciudad fortificada. Diseñados con filtros de arena y grava, constan de dos decantadores y dos grandes depósitos interconectados, con capacidad para almacenar hasta 572 m³ de agua cada uno. Excavados en la roca y cubiertos por bóvedas de ladrillo, formaban parte del sistema defensivo e hidráulico de la ciudad. Tras ser clausurados en 1947, fueron restaurados y abiertos parcialmente al público en 1997. Actualmente, forman parte del patrimonio visitable de la ciudad.

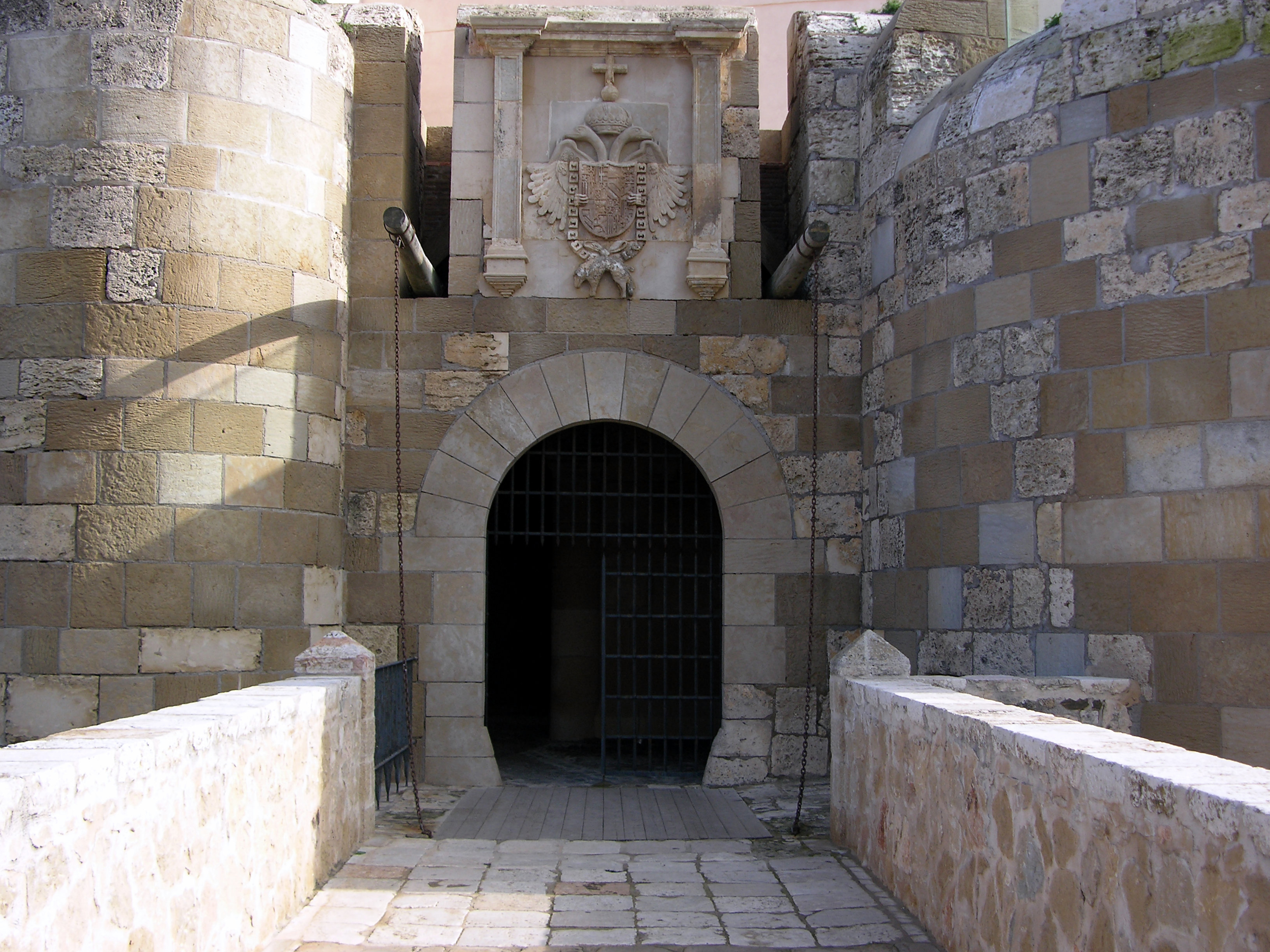
Puerta de Santiago

#### Puerta de Santiago
Construida en 1549 por el ingeniero Miguel de Perea y reformada en varias ocasiones. Presenta un diseño en recodo flanqueado por torreones y está coronada por un escudo imperial de Carlos V. En 2025, se convirtió en el punto de partida de la Vía Rusadir, la primera ruta oficial del Camino de Santiago con origen en África. Un hito kilométrico, señalizado con símbolos jacobeos como la flecha amarilla y la concha del Peregrino, instalado frente a la puerta marca los 972,09 km que separan Melilla de Santiago de Compostela.

Cuevas del Conventico

#### Cuevas del Conventico
Sistema de galerías excavadas en la roca que servía de refugio antiaéreo y almacén durante asedios. Su trazado interior se adapta al relieve natural del peñón y constituye un ejemplo notable de arquitectura de supervivencia militar.

#### Real y Pontificia Iglesia de la Purísima Concepción

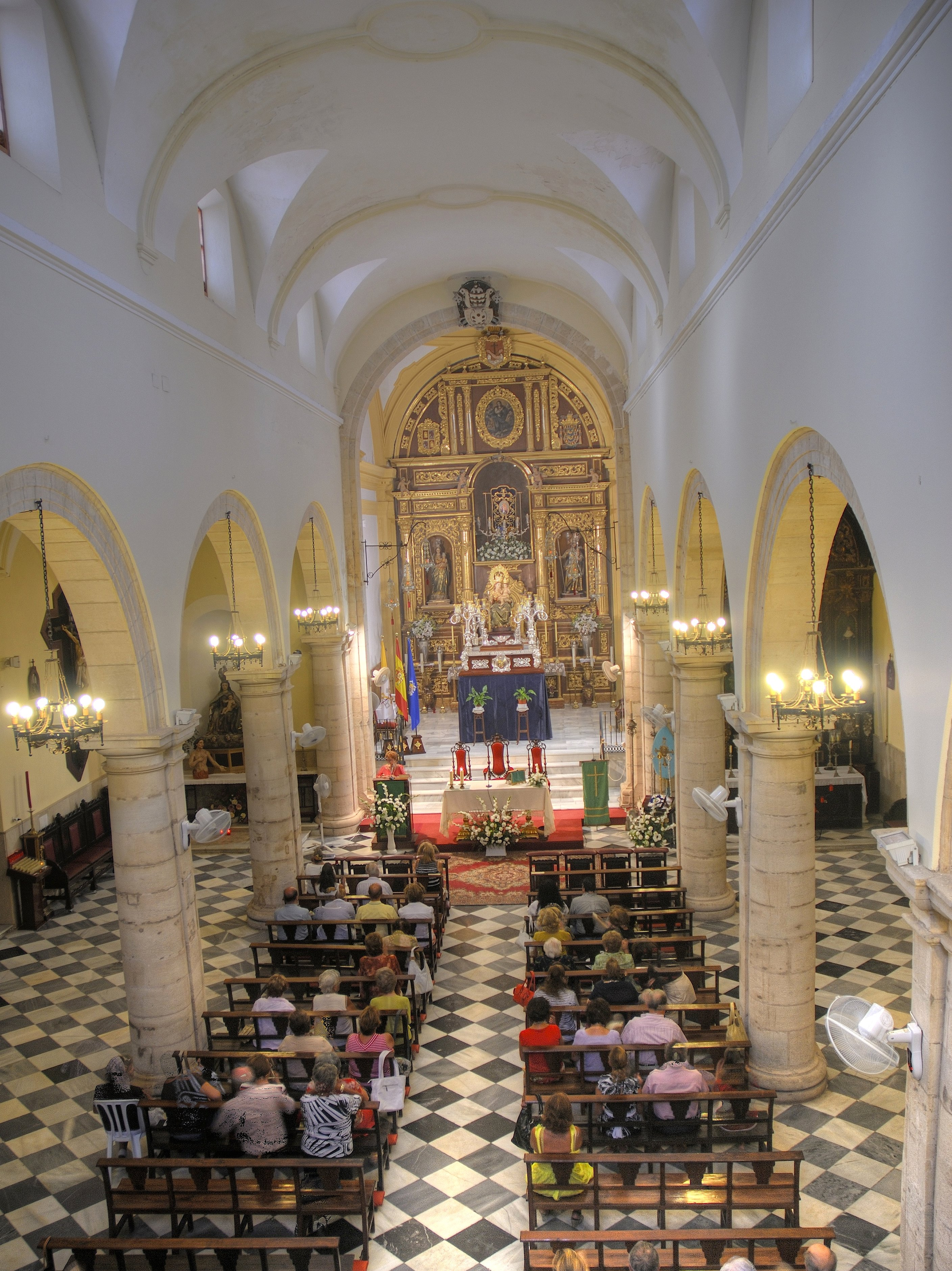
Real y Pontificia Iglesia de la Purísima Concepción

Su construcción comenzó a mediados del siglo XVI sobre los restos de una antigua ermita y ha sido testigo de siglos de historia religiosa, social y militar en la ciudad. Dedicada inicialmente a San Miguel Arcángel, en 1663 pasó a estar consagrada a la Inmaculada Concepción.
De estilo sobrio y renacentista, su planta rectangular se compone de tres naves separadas por columnas toscanas, una fachada de sillería y una espadaña con campanas. En su interior alberga un valioso patrimonio artístico, destacando el retablo mayor con la imagen de la Virgen de la Victoria, patrona de Melilla, así como otras capillas dedicadas al Rosario y a San Francisco. También conserva piezas históricas como una pila bautismal del siglo XVI y un Cristo de la Vera Cruz del siglo XV.
La iglesia ha sufrido numerosas restauraciones, especialmente tras el terremoto de Lisboa (1755) y el del mar de Alborán (2016), lo que ha permitido preservar tanto su función litúrgica como su valor patrimonial. Desde su última rehabilitación, finalizada en 2017, el edificio compagina el culto religioso con un uso cultural y museístico, integrándose plenamente en el recorrido monumental de Melilla la Vieja.

#### Hospital del Rey

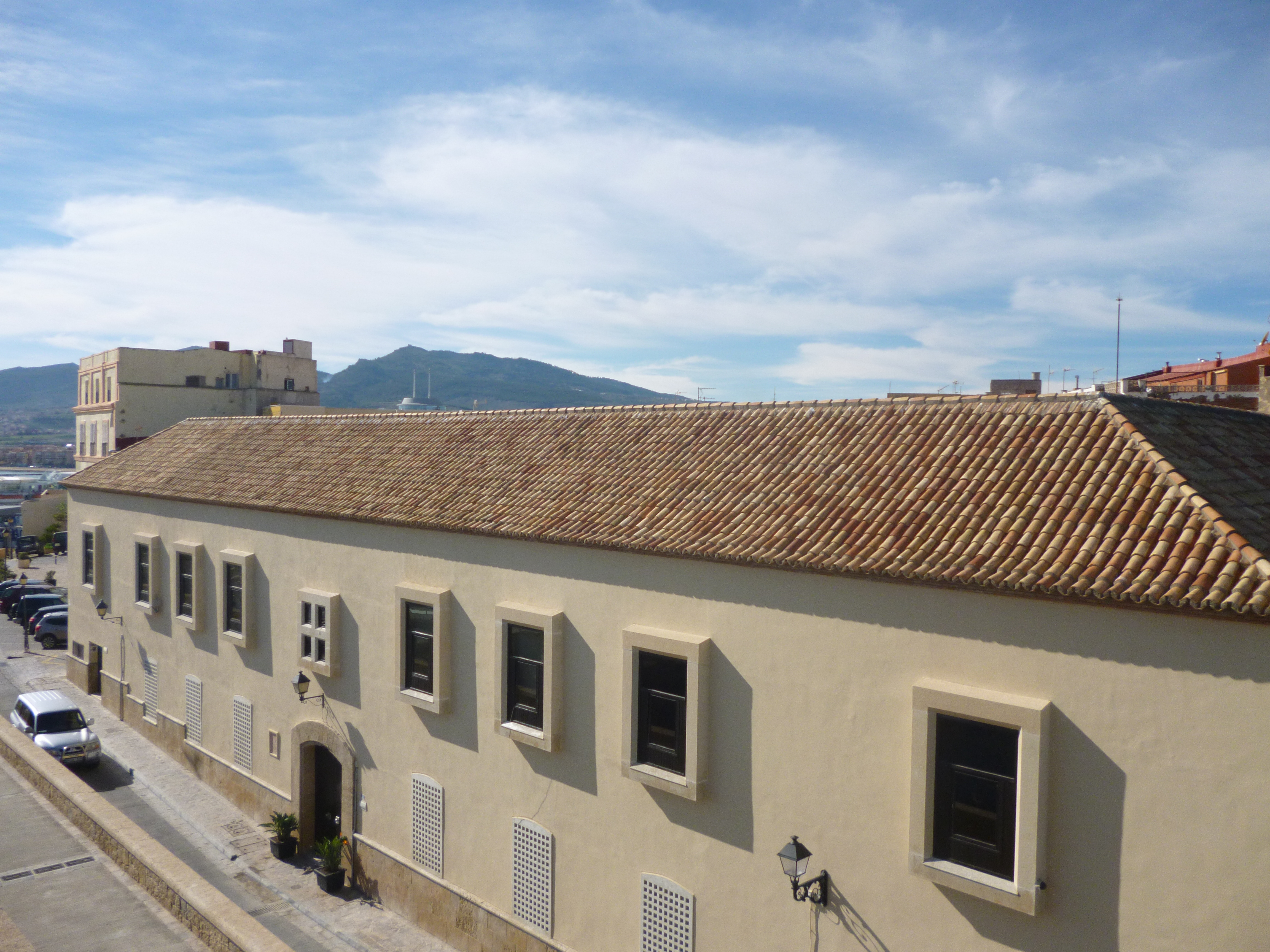
Hospital del Rey

Construido entre 1758 y 1775, funcionó durante más de dos siglos como hospital militar y civil, convirtiéndose en el principal centro sanitario de la ciudad. Tras su cierre en 1929 y años de abandono, fue rehabilitado en la década de 1990. Desde 1997 alberga el Archivo General de Melilla, la Biblioteca Cándido Lobera, el Servicio de Publicaciones de la Ciudad Autónoma y espacios para exposiciones temporales. Su conservación y uso actual lo consolidan como un importante centro cultural y documental.

### Transformaciones históricas
Desde su construcción a finales del siglo XV, el primer recinto ha sido objeto de múltiples intervenciones. Los ingenieros reales Gabriel Tadino de Martinengo, Juan Vallejo, Miguel de Perea y Francisco de Medina introdujeron soluciones propias de la fortificación moderna, reforzando los muros con terraplenos, abriendo troneras para artillería y perfeccionando los accesos.
Entre 1515 y 1556 se consolidó su morfología actual, con murallas de sillería blanca, torreones semicirculares y portales reforzados. Ya en el siglo XVII se realizaron importantes reparaciones a raíz de los continuos ataques del sultán Mohammed III. Aunque perdió su valor defensivo con el avance de la artillería moderna, el recinto se mantuvo como núcleo simbólico e institucional de Melilla.

## Segundo recinto fortificado
El segundo recinto, también conocido como la Plaza de Armas, representa una fase clave en la evolución defensiva de la ciudad. Situado inmediatamente después del primer recinto en el acceso desde tierra firme, este espacio amplió y reforzó la capacidad de defensa de la plaza tras su consolidación inicial en el siglo XVI. A diferencia del núcleo fundacional, este segundo cinturón de murallas responde a una planificación más racional y funcional, desarrollada con criterios del Renacimiento militar y adaptada a las nuevas exigencias de la guerra de artillería.

### Ubicación y función estratégica
El segundo recinto se extiende en una terraza natural a menor altura que el primer recinto, conectando con este a través de sistemas de fosos, túneles y baluartes. Su disposición en altura media y su situación intermedia entre el peñón y el istmo lo convirtieron en un espacio clave de resistencia, al mismo tiempo que funcionaba como zona de tránsito, abastecimiento y redistribución táctica.
Este recinto era esencial para proteger el flanco terrestre de la ciudad, el más vulnerable ante ataques por parte de las tribus o ejércitos enemigos procedentes del Rif. Por ello, se reforzó con una arquitectura claramente adaptada a la artillería de pólvora, con baluartes angulados, parapetos, casamatas y accesos en rampa.

### Elementos arquitectónicos destacados

#### Baluartes de San Pedro y San José
- Baluarte de San José: Situado en el flanco norte, fue iniciado en 1694 y reformado en 1714. Presenta una planta cuadrada con parapetos y cañoneras, siguiendo el estilo italiano de fortificación.
- Baluarte de San Pedro: Ubicado en el extremo noroeste, fue erigido a finales del siglo XVII. Su diseño incluye un garitón en una de sus esquinas y once cañoneras entre merlones.[65][66]

#### Foso del Hornabeque

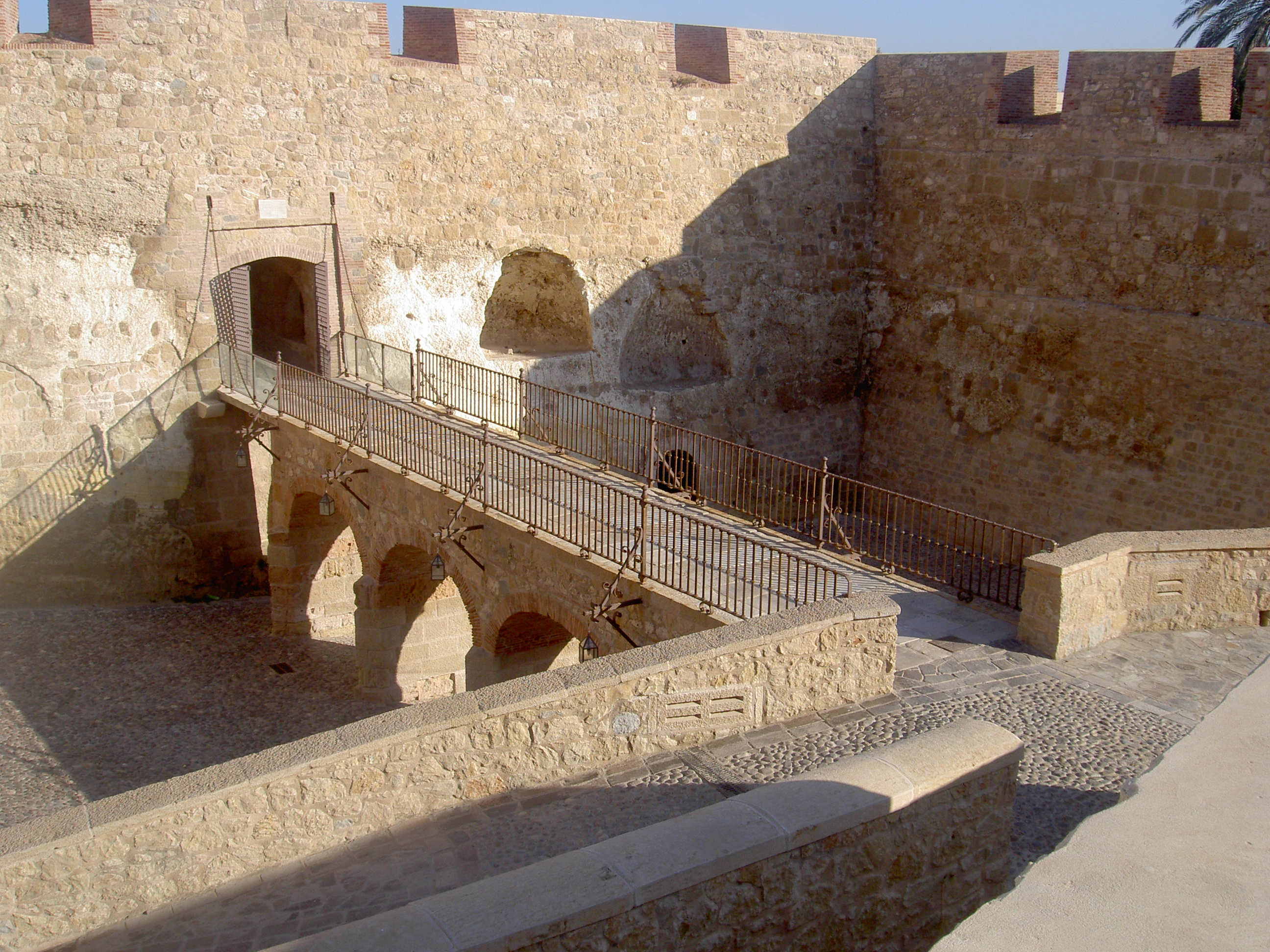
Foso del Hornabeque

Construido hacia 1690, este foso excavado en la roca separa el segundo recinto del tercer recinto. Originalmente, era una trinchera defensiva que dificultaba el acceso enemigo. Posteriormente, se transformó en una vía de comunicación subterránea, conocida como el Túnel de San Fernando, que permitía el paso de carruajes y soldados entre los recintos.

#### Galería Real
Esta galería subterránea, excavada en el siglo XVII, conecta todos los recintos fortificados de Melilla la Vieja. Su función era permitir la comunicación segura entre las distintas zonas de la ciudadela, incluso en caso de asedio, asegurando el movimiento de tropas y suministros sin exposición al enemigo.

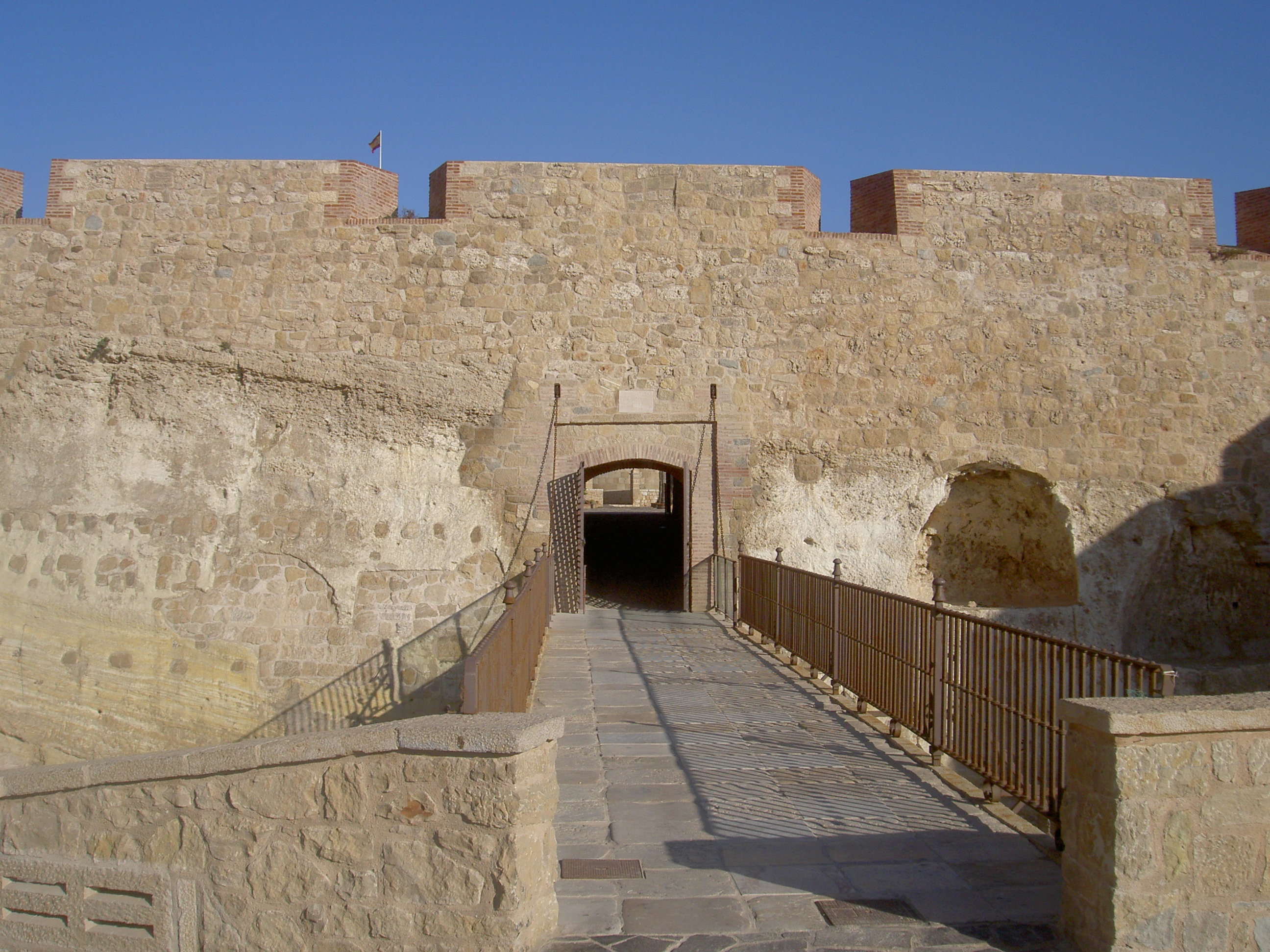
Puerta de la Victoria

#### Puerta de la Victoria
Esta puerta fortificada fue construida entre 1690 y 1719. Consta de un arco rebajado de ladrillo macizo y está precedida por un puente levadizo de madera que salva el Foso del Hornabeque. Su diseño permitía un control efectivo del acceso a la ciudadela.

#### Dientes de Sierra

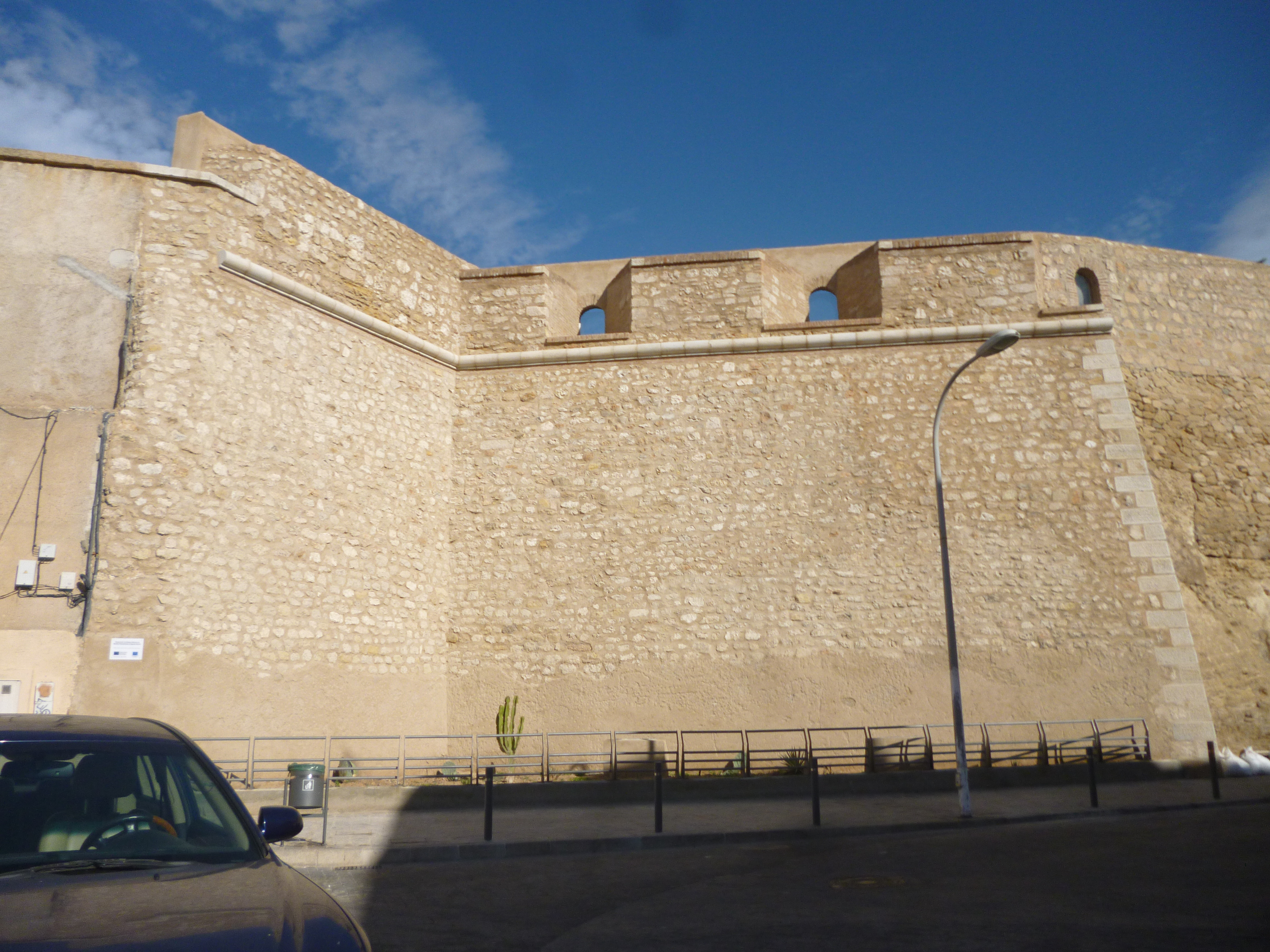
Dientes de Sierra

Son una fortificación con forma de dientes de sierra, construida en el siglo XVII y reformada entre 1707 y 1711. Estos elementos defensivos ofrecían una protección adicional contra posibles ataques desde el exterior.

### Transformaciones históricas
Durante los siglos XVII y XVIII, este recinto experimentó varias remodelaciones para adaptarse a los nuevos modelos de fortificación abaluartada. El sistema de túneles y galerías de tiro se amplió y se reforzaron los muros con nuevos materiales como piedra sillar y mampostería hidráulica. También se realizaron trabajos de consolidación tras los asedios sufridos por Melilla durante los ataques de los sultanes de Marruecos.
Con el paso del tiempo, el recinto fue adquiriendo una función más logística que combativa. En él se ubicaban almacenes de víveres, munición y agua, además de servir de enlace estratégico entre los recintos primero y tercero.

## Tercer recinto fortificado
El tercer recinto representa la madurez del sistema defensivo de la ciudadela y constituye una de las fases más significativas del desarrollo militar en la plaza. Construido entre los siglos XVI y XVIII, este recinto se proyectó como una extensión natural y reforzada de los dos primeros cinturones defensivos, abarcando un área mayor y más abierta, ya no únicamente concebida para resistir asedios, sino también para acoger una población creciente, infraestructuras complementarias y espacios logísticos. En él se advierte la consolidación del modelo abaluartado moderno influenciado por los principios de la ingeniería militar renacentista italiana.

### Ubicación y función estratégica
El tercer recinto se extiende sobre una plataforma escalonada que domina la zona del Foso de los Carneros, comunicando vertical y horizontalmente con los recintos anteriores. Su emplazamiento intermedio entre los recintos altos y la zona costera lo convertía en un punto de defensa crucial frente a desembarcos o ataques navales.
Este espacio tenía también una clara función de interconexión militar y urbana, permitiendo el paso seguro de tropas, el transporte de suministros y el movimiento de piezas de artillería. La topografía irregular se aprovechó para emplazar estructuras defensivas en distintos niveles, mejorando el ángulo de tiro y la cobertura cruzada sobre posibles puntos de ataque.

### Elementos arquitectónicos destacados

#### Frente abalaustrado sobre el Foso de los Carneros

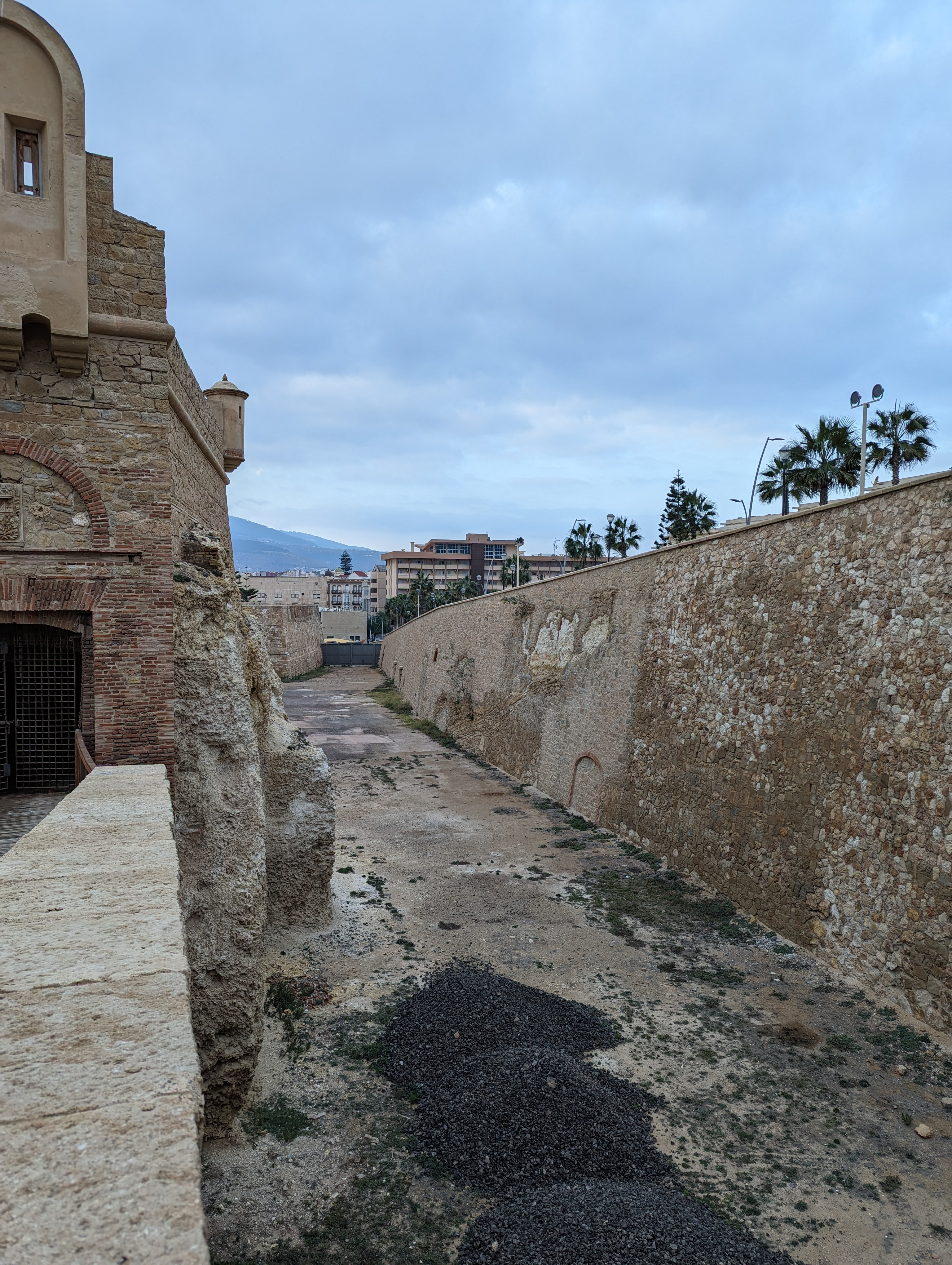
Foso de los Carneros

Uno de los elementos visuales más imponentes del recinto. Se trata de una muralla con parapetos y torreones que domina el foso y establece una línea de defensa escalonada. Desde esta altura se controlaba tanto el interior como el exterior de la plaza, permitiendo una defensa eficaz.

#### Baluarte de las cinco palabras

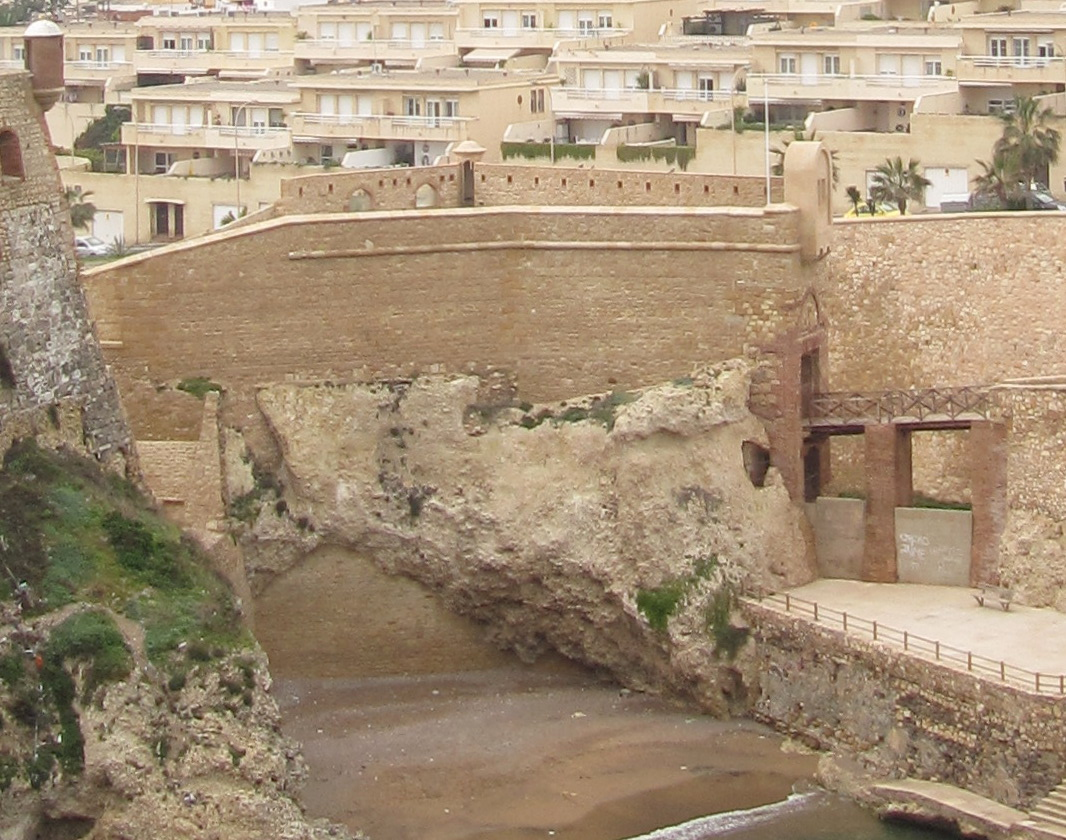
Baluarte de las Cinco Palabras

Elemento defensivo y de vigilancia, ofrece una excelente panorámica sobre la Ensenada de los Galápagos y la entrada terrestre. Fue una torre albarrana preexistente, integrada en las defensas modernas.

#### Cuartel de San Fernando
Una de las estructuras más representativas del segundo recinto, este edificio albergaba a la guarnición destacada en la plaza. Presenta una arquitectura sobria y funcional, con patios interiores y almacenes militares.

#### Túnel de San Fernando y sistemas de comunicación subterránea
El túnel, excavado en la roca, permitía la comunicación entre los diferentes niveles del recinto sin quedar expuestos al fuego enemigo. Estas galerías eran fundamentales para el desplazamiento en tiempos de asedio y para el transporte de víveres o munición.

### Transformaciones históricas
El tercer recinto se desarrolló principalmente entre los siglos XVII y XVIII, en un contexto de refuerzo de las defensas ante los ataques reiterados del sultanato marroquí. Durante el reinado de Carlos II y posteriormente con los Borbones, se destinaron fondos a la consolidación de murallas, la mejora de las galerías subterráneas y la renovación de los baluartes.
La modernización de la artillería obligó a ensanchar muros, aumentar el número de casamatas y fortalecer los parapetos. Las reformas se llevaron a cabo en varias fases, algunas de las cuales adaptaban estructuras ya existentes del período medieval o andalusí, dando lugar a una arquitectura híbrida y evolutiva.
En el siglo XIX, el tercer recinto comenzó a perder relevancia táctica frente a la expansión urbana de la ciudad extramuros, pero siguió cumpliendo funciones administrativas y logísticas hasta bien entrado el siglo XX.

## Cuarto recinto fortificado
El cuarto recinto constituye la última gran ampliación del sistema defensivo de la ciudadela histórica. A diferencia de los tres recintos anteriores, proyectados sobre el peñón rocoso y en contacto con el mar, el cuarto recinto se extiende sobre tierra firme, marcando el inicio de la expansión urbana extramuros. Levantado fundamentalmente en los siglos XVIII y XIX, este recinto responde a una concepción más moderna de la defensa perimetral, en línea con los principios de la fortificación ilustrada y adaptada al avance progresivo de las tropas y artillería del enemigo desde el interior del continente africano.

### Ubicación y función estratégica
Ubicado en la zona continental que comunica el peñón con el istmo que une Melilla al continente, el cuarto recinto se concibió como barrera avanzada y frontera física entre la ciudad fortificada y el territorio exterior. Su diseño respondía tanto a la necesidad de defensa como a la de controlar el acceso terrestre a la ciudad, en una época en que los anteriores recintos comenzaban a resultar insuficientes frente a los avances de las técnicas de asedio.
Este cuarto cinturón defensivo marcó una nueva etapa en la organización urbana de Melilla, sirviendo de nexo entre la ciudad amurallada y los barrios modernos del siglo XIX, y protegiendo infraestructuras militares como polvorines, almacenes y campos de maniobras.

### Elementos arquitectónicos destacados

#### Fuerte de Victoria Grande

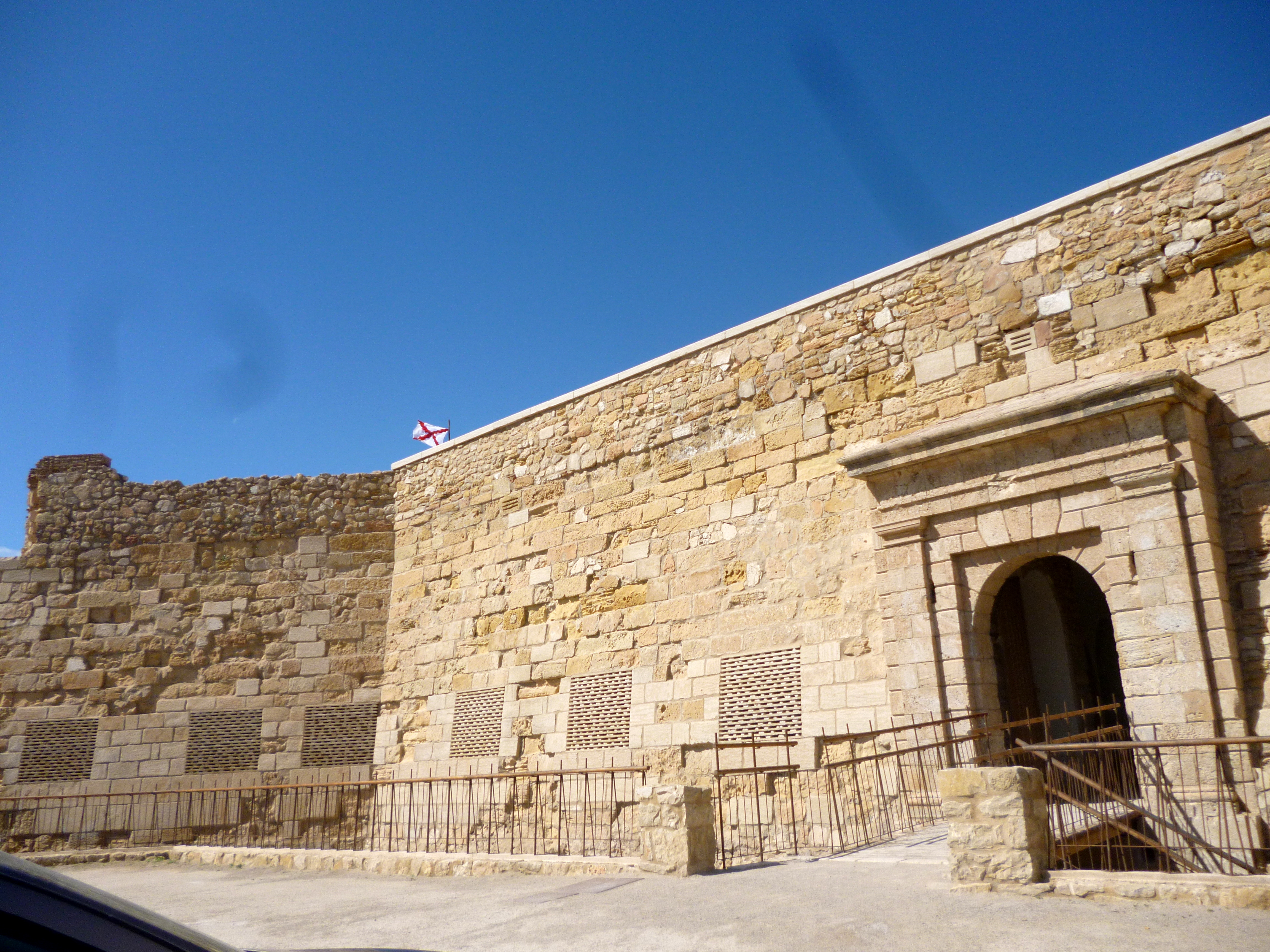
Fuerte de Victoria Grande

Construido en el siglo XVIII, fue uno de los principales bastiones del frente terrestre. Desde él se realizaron los disparos del famoso cañón “El Caminante”, que contribuyeron a fijar los actuales límites geográficos de Melilla. Su diseño responde al modelo de fortificación de planta irregular adaptada al relieve.

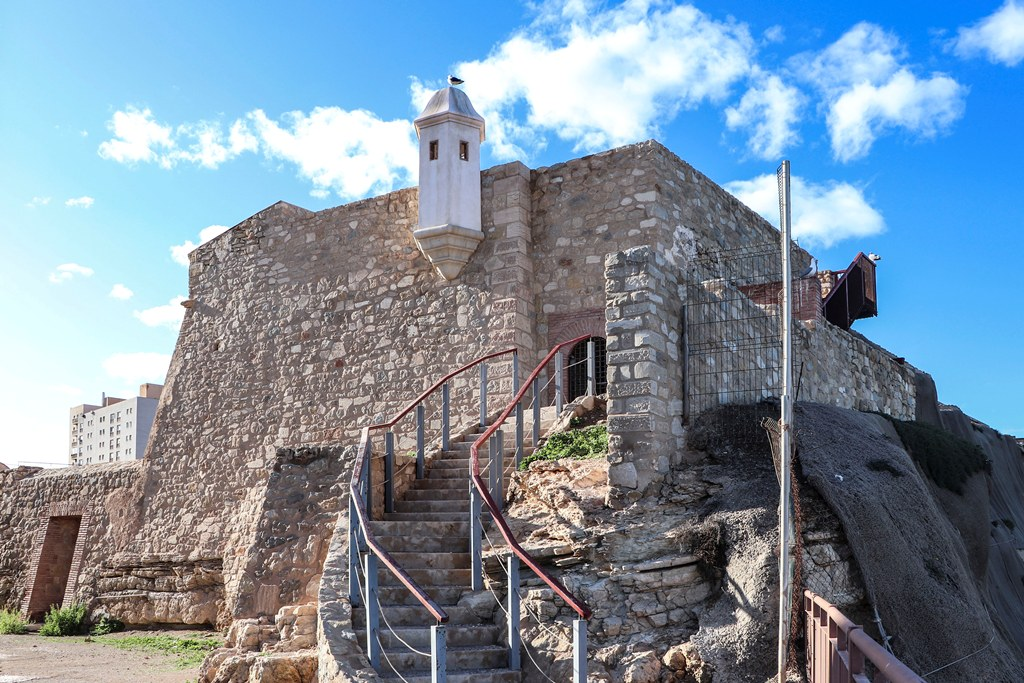
Fuerte del Rosario

#### Fuerte del Rosario
Ubicado estratégicamente sobre una elevación del terreno, el fuerte del Rosario forma pareja defensiva con el de las Victorias. Ambos conforman un sistema defensivo con cobertura cruzada sobre los caminos de acceso desde el Rif. Su construcción es de mampostería, con muros reforzados para resistir artillería y una tipología de planta poligonal típica de los fuertes del siglo XVIII.   

#### Fuerte de Victoria Chica

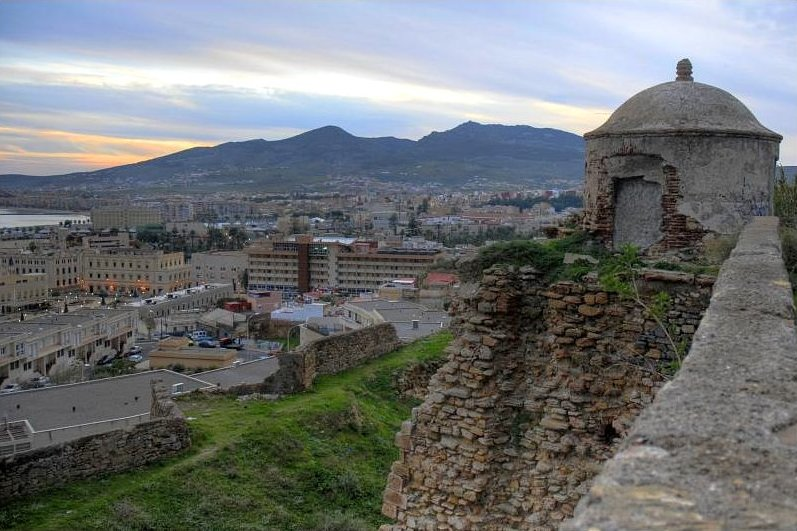
Fuerte de Victoria Chica

Es un fuerte de planta rectangular construido en piedra de la zona para los muros y ladrillo macizo para los arcos y las bóvedas, que está compuesto por una batería a la que se accede desde una rampa y unas bóvedas subterráneas.

#### Puertas y caminos militares
El cuarto recinto incluía varias puertas fortificadas, puentes levadizos y caminos militares que conectaban con los recintos interiores. Estos accesos estaban diseñados para facilitar el tránsito de tropas y artillería, y al mismo tiempo ralentizar el avance de un hipotético enemigo.

#### Zonas de guarnición y artillería
Además de los fuertes, el recinto contaba con plataformas de tiro, parapetos en terraplén y almacenes para munición. Estas estructuras estaban integradas en el paisaje y aprovechaban las cotas más altas para garantizar una mejor visibilidad y protección.

### Transformaciones históricas
El cuarto recinto se desarrolló en el contexto de los continuos ataques del siglo XVII y las campañas militares del siglo XVIII, así como en respuesta a la presión creciente sobre la frontera melillense. Durante el reinado de Carlos III y especialmente bajo los Borbones, se promovió una política de consolidación territorial en el norte de África que tuvo su reflejo en la construcción de este nuevo recinto.
En el siglo XIX, con la pacificación progresiva del entorno inmediato y la llegada de nuevos conceptos urbanos, el cuarto recinto pasó a integrarse en el paisaje urbano. Su uso militar se fue reduciendo y muchas de sus estructuras fueron adaptadas o reaprovechadas en los barrios de nueva planta que se desarrollaron a su alrededor.

## Excavaciones arqueológicas
Las excavaciones arqueológicas en Melilla la Vieja han proporcionado información valiosa sobre los diferentes períodos históricos de la ciudad, desde la época fenicia hasta tiempos contemporáneos. Estas intervenciones han desvelado elementos arquitectónicos, estructuras defensivas y objetos cotidianos que ilustran la evolución de este enclave estratégico en el norte de África.

### Casa del Gobernador
Las excavaciones de la Casa del Gobernador, realizadas entre 2000 y 2006, han proporcionado una gran cantidad de descubrimientos que han profundizado en el entendimiento de la historia de Melilla la Vieja, abarcando desde la época fenicia hasta la época romana. Estos hallazgos incluyen restos arquitectónicos, materiales cerámicos y evidencia de asentamiento continuo en la zona desde el siglo VII a. C. hasta el siglo I d. C. 

#### Restos Arquitectónicos
- Viviendas: Se han identificado dos áreas de ocupación. En el sector oriental, se encontró una vivienda fechada en el siglo I a. C., mientras que en el sector occidental, se descubrió otra vivienda del siglo II a. C., que consta de tres habitaciones, con niveles inferiores que datan del siglo VII a. C.
- Muros Prehispánicos: Restos de casas de la época pre-romana, que actualmente están en peligro de colapso debido a la falta de conservación adecuada, lo que ha provocado el derrumbamiento de algunos de sus muros.

#### Materiales Arqueológicos
- Fragmentos Cerámicos: Se han recuperado más de 200 000 fragmentos cerámicos, principalmente ánforas utilizadas para transportar productos como garum (salsa de pescado), un producto común en el comercio romano.
- Estratigrafía: Las excavaciones han alcanzado una profundidad de hasta 4,5 metros, revelando varias capas de ocupación a lo largo del tiempo. Estas capas muestran la transición cultural y económica de las influencias fenicias a las púnicas y romanas.

#### Necrópolis Pre-Romana
- A principios del siglo XX, se descubrió una necrópolis pre-romana en el cerro de San Lorenzo, vinculada al asentamiento urbano de Rusaddir. Los restos de esta necrópolis proporcionan una visión sobre el estilo de vida y las costumbres funerarias de la población local durante ese período.

#### Cronología y Contexto Cultural
- Período de Ocupación: Los hallazgos abarcan principalmente el período de mayor prosperidad de la ciudad de Rusaddir durante el siglo II a. C. hasta el siglo I d. C., cuando fue una de las ciudades más importantes del Reino de Mauritania. Durante este tiempo, hubo un intenso proceso de asimilación cultural romana por parte de la población local, que tenía raíces fenicias-púnicas, con la incorporación progresiva de elementos bereberes. Este fenómeno de hibridación cultural y económica es clave para entender el desarrollo de la región.

### Iglesia de La Purísima Concepción
En 2022, las excavaciones y trabajos de restauración en sus alrededores han revelado importantes hallazgos arqueológicos, arrojando luz sobre la transformación de la iglesia y la zona a lo largo de los siglos.

#### Hallazgos Arqueológicos
- Criptas: Durante las excavaciones realizadas en 2022, se descubrieron varias criptas utilizadas para entierros desde el siglo XVII debajo de la iglesia. Estas criptas proporcionan valiosa información sobre las prácticas funerarias y costumbres de la época.
- Silo Medieval: También se identificó un silo que data del período medieval, contribuyendo a la comprensión de las prácticas agrícolas y métodos de almacenamiento de alimentos en Melilla durante la Edad Media.
- Elementos Arquitectónicos: Las excavaciones descubrieron elementos de distintas fases de construcción de la iglesia, incluyendo restos de la original Iglesia de San Miguel, que podría datar del período islámico. Estos hallazgos muestran la evolución de la iglesia a lo largo del tiempo, con modificaciones estructurales y adiciones de diversas épocas históricas.

#### Cronología y Contexto Cultural
- Período de Ocupación: Los materiales arqueológicos encontrados abarcan un período cronológico desde mediados del siglo XVI hasta mediados del siglo XVII, con evidencia de un proceso continuo de construcción, modificación y reutilización del espacio de la iglesia. Además, el descubrimiento de restos de la anterior Iglesia de San Miguel subraya la importancia de la iglesia durante el período islámico en Melilla, antes de su transformación cristiana en el siglo XVI.

### Fuerte de Victoria Grande
El Fuerte de Victoria Grande ha sido objeto de diversas excavaciones arqueológicas, particularmente durante sus procesos de restauración y rehabilitación. Estas excavaciones han proporcionado importantes perspectivas sobre la historia del fuerte y su papel como parte del sistema defensivo de Melilla. 

#### Hallazgos Arqueológicos
- Restos Arqueológicos de los Siglos IX y XVIII: Las excavaciones en el fuerte y sus alrededores han desvelado restos de los siglos IX (período islámico) y XVIII (época colonial española). Estos incluyen silos, horno, estacas, y una plaza de armas, elementos clave de la estructura defensiva del fuerte.
- Estructuras Defensivas: Se han desenterrado elementos que forman parte del sistema de defensa del fuerte, incluyendo una plaza de armas y otras estructuras militares, que ilustran la importancia del fuerte en la defensa de la ciudad durante diferentes períodos.
- Capas Islámicas y Españolas: Las excavaciones han revelado capas de ocupación tanto del período islámico como del período colonial español, lo que resalta el largo y variado uso del fuerte a lo largo de la historia de Melilla.

#### Cronología y Contexto Cultural
- Período de Ocupación: Los hallazgos arqueológicos del fuerte abarcan dos períodos principales: el período islámico, cuando formaba parte de las fortificaciones de la región bajo el control de diversas dinastías del norte de África, y el siglo XVIII, cuando los españoles construyeron y expandieron el fuerte como parte del sistema defensivo de Melilla. La combinación de materiales y estructuras islámicas y españolas revela la continua importancia estratégica del fuerte para la ciudad.

## Eventos culturales
Melilla la Vieja acoge diversos eventos culturales que celebran su historia, diversidad y patrimonio.

### Día de Melilla

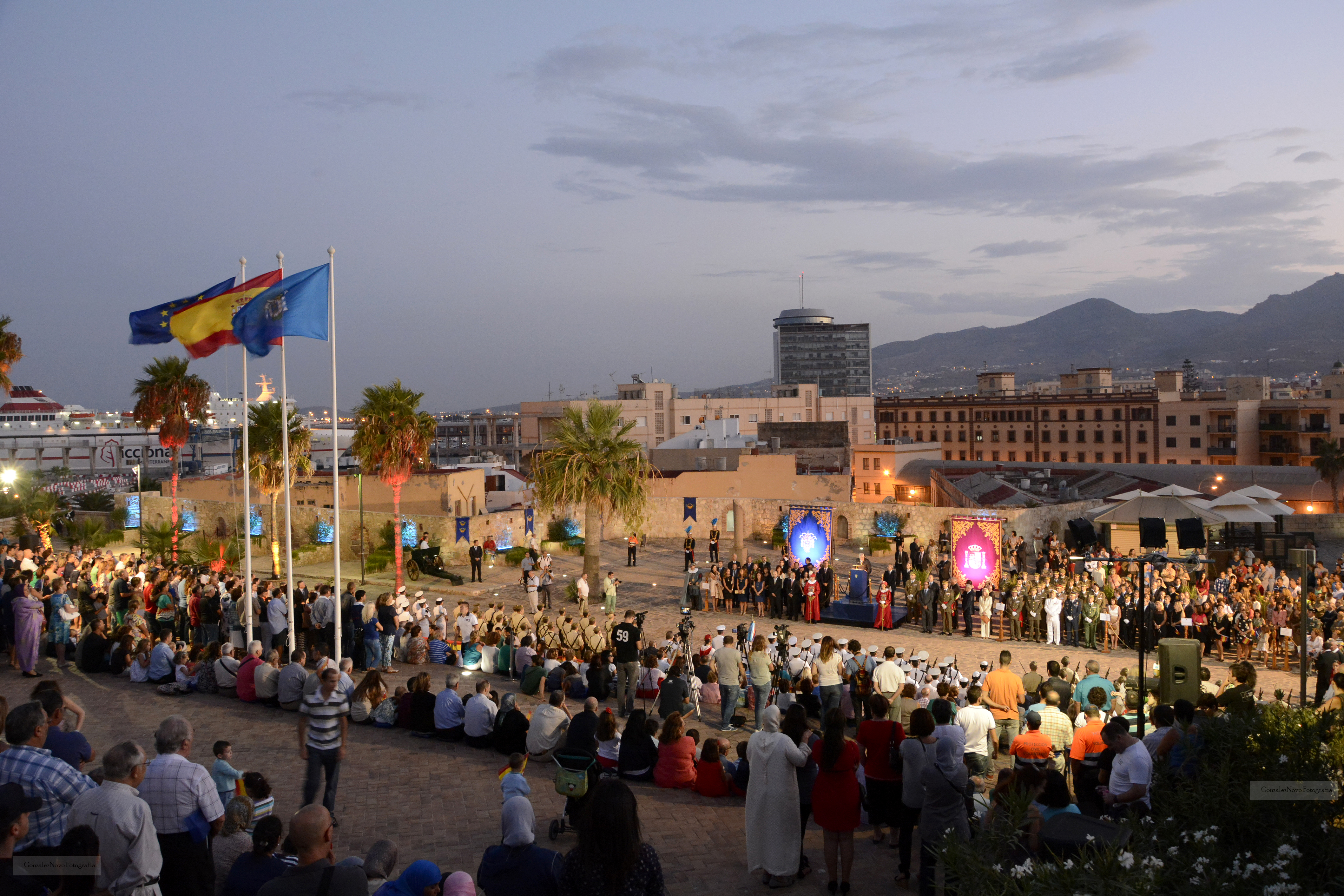
Día de Melilla

Cada 17 de septiembre se celebra el Día de Melilla, conmemorando su incorporación a la Corona de Castilla en 1497. Parte de los actos institucionales se llevan a cabo en la Plaza de Armas, dentro del recinto amurallado, incluyendo la entrega de distinciones y homenajes. Aunque muchas actividades culturales tienen lugar en zonas adyacentes, como la Plaza de las Culturas, Melilla la Vieja mantiene un papel destacado como espacio simbólico e histórico durante esta festividad.

### Mercado Renacentista de Carlos V

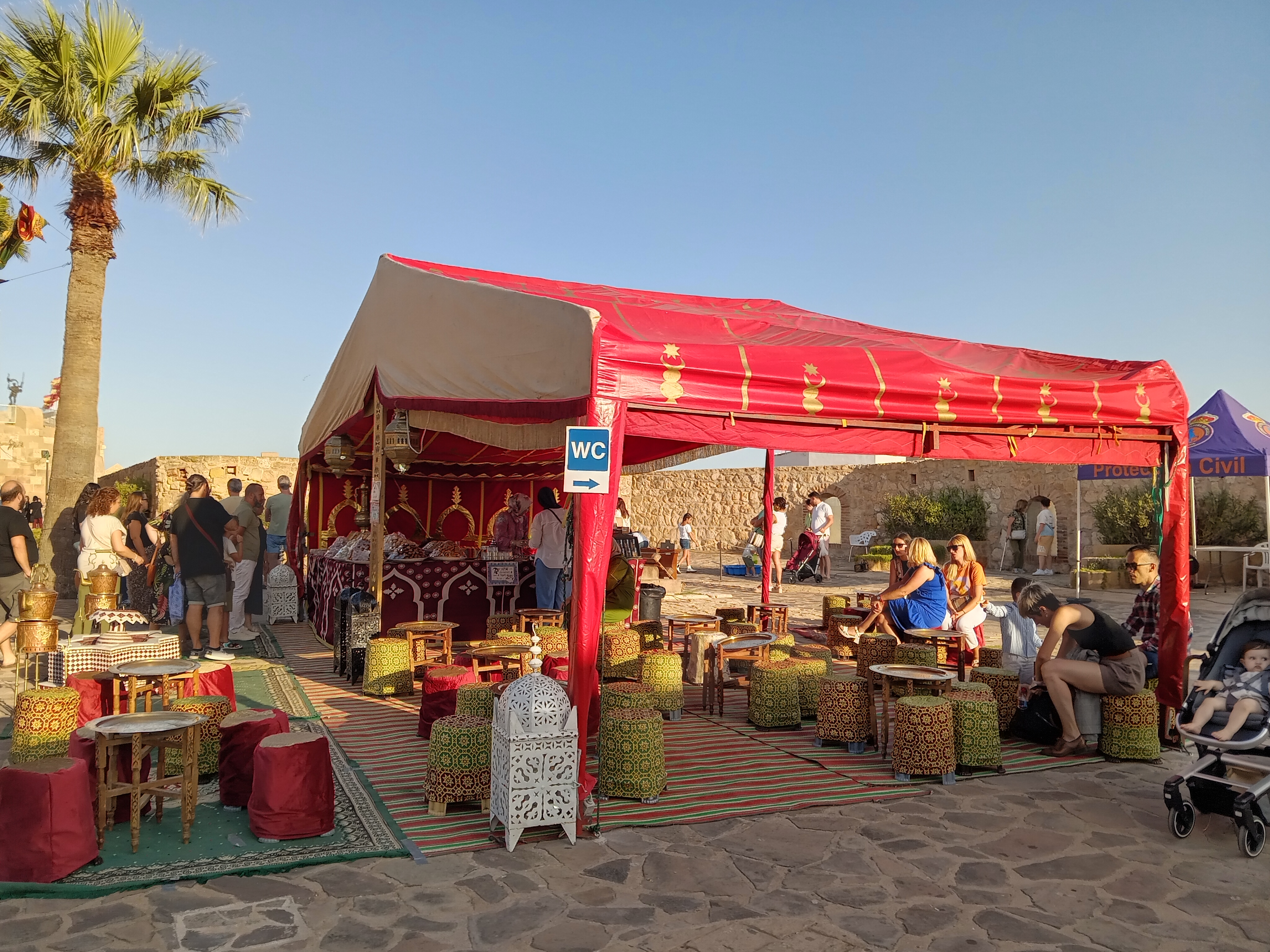
Mercado Renacentista de Carlos V

Este evento anual, generalmente celebrado en junio, transporta a los visitantes al siglo XVI, recreando la época de Carlos V. Se desarrolla en lugares como la Plaza de Armas, la plaza de los Aljibes y el Foso del Hornabeque, con más de 60 puestos de artesanía, gastronomía y espectáculos que ofrecen una experiencia inmersiva en la historia local.

### Música a la Luna
Durante las noches de verano, se celebra en Melilla la Vieja el ciclo de conciertos al aire libre “Música a la Luna”. Ofrece actuaciones de distintos géneros musicales en espacios emblemáticos del recinto, combinando patrimonio y cultura en un ambiente nocturno único.

### Jornadas de Jazz
Algunas de las actuaciones de las Jornadas de Jazz de Melilla, un evento anual dedicado a este género, se realizan dentro de Melilla la Vieja, brindando un entorno histórico incomparable para la música en directo.

## Cultura popular

### Escenario de cine
Melilla la Vieja ha servido como escenario para diversas producciones cinematográficas y televisivas. A continuación, se destacan algunas de las más relevantes:
- En Ghentar se muere fácil (1967), dirigida por León Klimovsky, esta película presenta escenas rodadas en Melilla, incluyendo lugares como Melilla la Vieja y el puerto. Aunque la película no es ampliamente reconocida, ofrece una visión histórica de la ciudad en la década de 1960.
- Morirás en Chafarinas (1995), dirigida por Pedro Olea, esta película de intriga se desarrolla en un ambiente castrense en Melilla. Aunque la mayor parte del rodaje se realizó en otras localizaciones, se utilizaron espacios de Melilla la Vieja para recrear la atmósfera exótica presente a lo largo del filme.
- El hombre que conocía el infinito (2015), dirigida por Matthew Brown, es un drama biográfico sobre el matemático indio Srinivasa Ramanujan, protagonizado por Dev Patel y Jeremy Irons. Parte de la película fue rodada en Melilla, especialmente en el Baluarte de la Concepción Alta, que sirvió como escenario para recrear ambientes de la India colonial y de Cambridge. La ciudad aportó autenticidad visual y destacó como un valioso enclave cinematográfico internacional.
- Chavela (2017), dirigido por Catherine Gund y Daresha Kyi. Incluye entrevistas con personas cercanas a la artista y fue parcialmente rodado en Melilla, destacando la Real y Pontificia Iglesia de la Purísima Concepción como una de sus localizaciones.
- Alegría (2021), dirigida por Violeta Salama, esta película narra la historia de una mujer judía que regresa a Melilla y se enfrenta a su pasado. Las escenas fueron rodadas en diversas localizaciones de la ciudad, incluyendo Melilla la Vieja.

## Atracción turística
Melilla la Vieja está considerada el principal atractivo turístico de la ciudad. El 11 de agosto de 1953 fue declarada como Conjunto Histórico-Artístico Bien de Interés Turístico en 1958, y Bien de Interés Cultural en 1986, a tenor de la Ley 16/1985 sobre el Patrimonio Histórico Español.
Los museos y espacios del recinto amurallado están abiertos todos los días, salvo los lunes, el 25 de diciembre y el 1 de enero, y la entrada es gratuita tanto para residentes como para turistas. En los últimos años, el número de visitantes ha crecido significativamente. En 2015, se registraron 74.000 visitas, cifra que aumentó a 126.000 en 2016, un 90% más que el año anterior. Este incremento se debe a iniciativas como la apertura del Centro de Interpretación de Melilla la Vieja (CIMLaV), la instalación de un ascensor para facilitar el acceso y la organización de eventos culturales. Destaca, además, el Mercado Renacentista de Carlos V, que atrae cada año a más de 45.000 asistentes.

## Protección y conservación
La Ciudadela de Melilla, protegida por su excepcional valor patrimonial, forma parte del Conjunto Histórico-Artístico de Melilla. Su ubicación ofrece unas vistas panorámicas de la ciudad y su bahía, visibles desde el mar hasta 55 kilómetros de distancia en días despejados. Afortunadamente, el espacio protegido no ha sido afectado por el desarrollo urbano, lo que ha permitido la conservación de sus estructuras originales y el estudio de los primeros asentamientos en la ciudad.